# Saint-Maur-des-Fossés
Pour les articles homonymes, voir Saint-Maur.
Saint-Maur-des-Fossés (prononcé [sɛ̃ mɔʁ de fose] ) est une commune française située dans le département du Val-de-Marne, en région Île-de-France.

## Géographie

### Description
Située dans la proche banlieue sud-est de Paris (à 5 km des portes de Paris, et à 1 km du Bois de Vincennes qui fait partie de Paris), la commune de Saint-Maur-des-Fossés est une presqu'île entourée par la dernière boucle formée par la Marne.
Elle se trouve dans l'aire urbaine de Paris ainsi que dans son unité urbaine, dans sa zone d'emploi et dans son bassin de vie.

### Communes limitrophes
Les communes limitrophes sont Maisons-Alfort, Sucy-en-Brie, Bonneuil-sur-Marne, Chennevières-sur-Marne, Joinville-le-Pont, Champigny-sur-Marne et Créteil.
| Joinville-le-Pont, Maisons-Alfort | Champigny-sur-Marne   | Champigny-sur-Marne                  |
| Créteil                           | Saint-Maur-des-Fossés | Chennevières-sur-Marne               |
| Créteil, Bonneuil-sur-Marne       | Bonneuil-sur-Marne    | Chennevières-sur-Marne, Sucy-en-Brie |

### Géologie et relief
La superficie de la commune est de 11,25 km2, l'altitude varie entre 32 et 53 mètres.

### Hydrographie

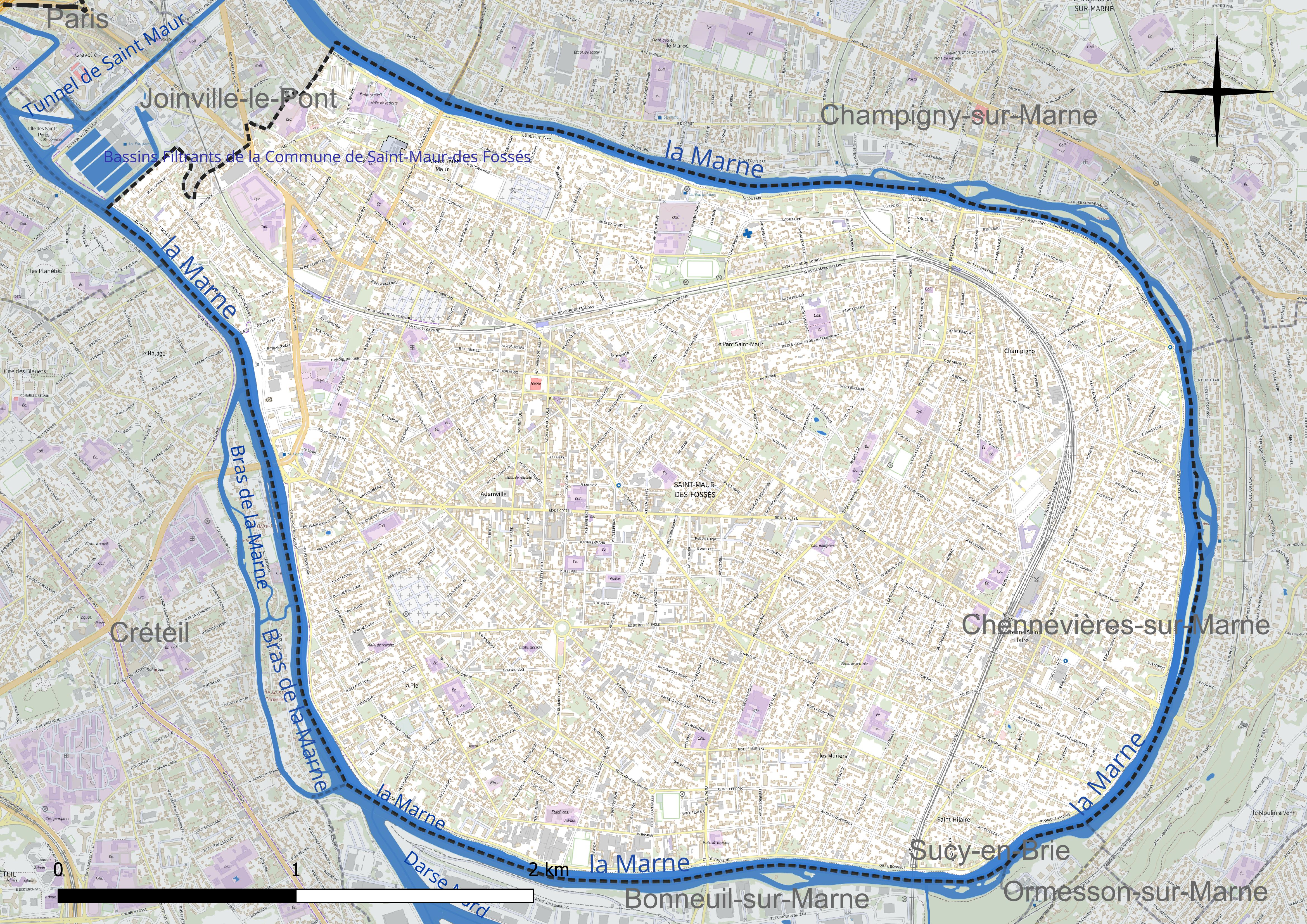
Carte hydrographique de la commune.

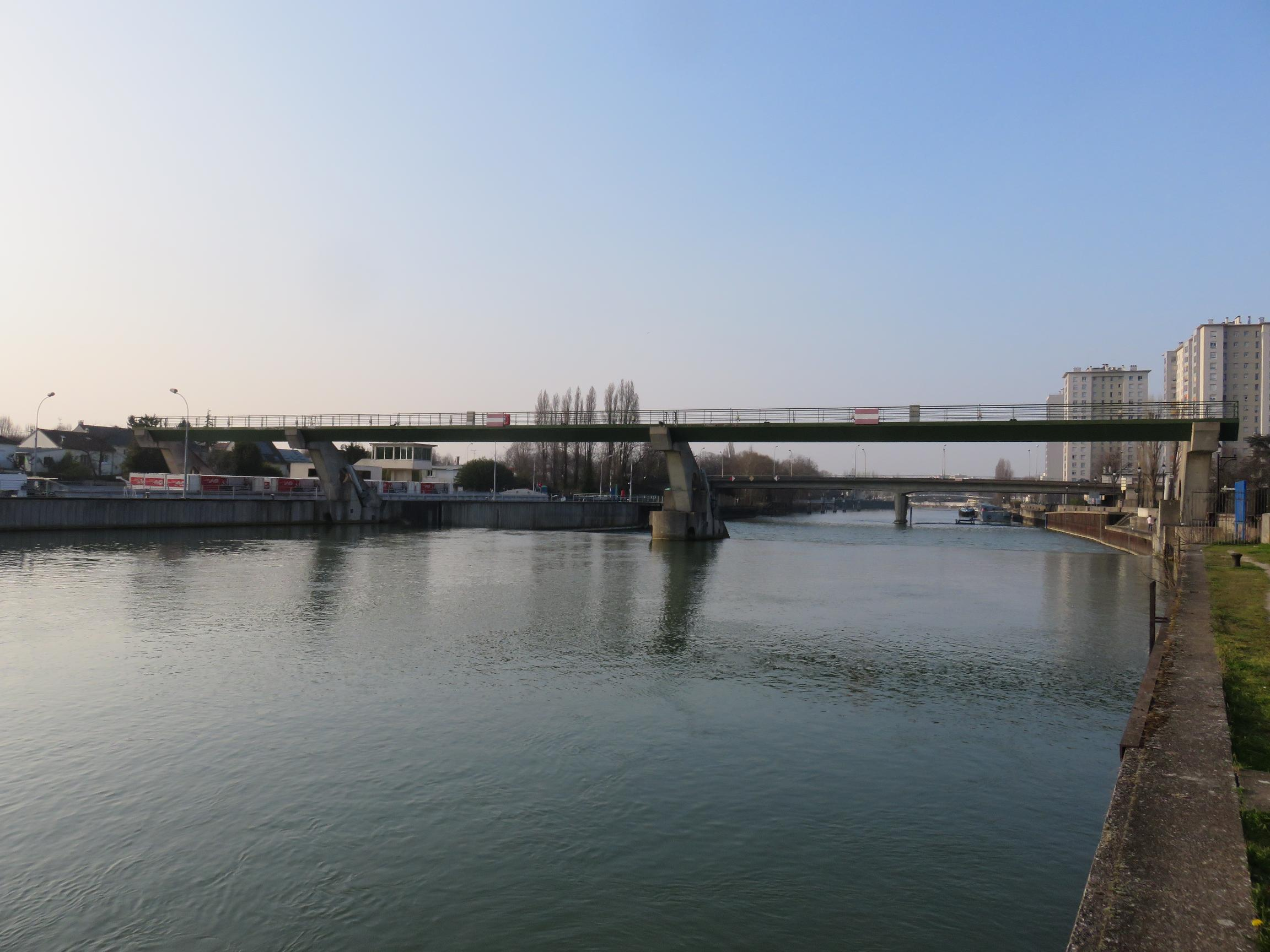
La Marne et la passerelle du barrage de Créteil.

La commune se trouve entièrement dans le dernier méandre de la Marne, l'un des principaux affluents de la Seine, peu avant son confluent.

### Climat
Pour des articles plus généraux, voir Climat de l'Île-de-France et Climat du Val-de-Marne.
En 2010, le climat de la commune est de type climat océanique dégradé des plaines du Centre et du Nord, selon une étude du CNRS s'appuyant sur une série de données couvrant la période 1971-2000. En 2020, Météo-France publie une typologie des climats de la France métropolitaine dans laquelle la commune est exposée à un climat océanique altéré et est dans la région climatique Sud-ouest du bassin Parisien, caractérisée par une faible pluviométrie, notamment au printemps (120 à 150 mm) et un hiver froid (3,5 °C).
Pour la période 1971-2000, la température annuelle moyenne est de 12,1 °C, avec une amplitude thermique annuelle de 15,3 °C. Le cumul annuel moyen de précipitations est de 641 mm, avec 10,4 jours de précipitations en janvier et 7,6 jours en juillet. Pour la période 1991-2020, la température moyenne annuelle observée sur la station météorologique la plus proche, située sur la commune de Joinville-le-Pont à 2 km à vol d'oiseau, est de 12,9 °C et le cumul annuel moyen de précipitations est de 654,0 mm,. Pour l'avenir, les paramètres climatiques de la commune estimés pour 2050 selon différents scénarios d'émission de gaz à effet de serre sont consultables sur un site dédié publié par Météo-France en novembre 2022.
| Mois                                  | jan.             | fév.             | mars          | avril           | mai           | juin           | jui.          | août           | sep.          | oct.        | nov.            | déc.            | année      |
| ------------------------------------- | ---------------- | ---------------- | ------------- | --------------- | ------------- | -------------- | ------------- | -------------- | ------------- | ----------- | --------------- | --------------- | ---------- |
| Température minimale moyenne (°C)     | 2,5              | 2,5              | 4,7           | 7,1             | 10,6          | 13,9           | 15,8          | 15,6           | 12,4          | 9,3         | 5,6             | 3,1             | 8,6        |
| Température moyenne (°C)              | 5,2              | 6                | 9,2           | 12,4            | 15,8          | 19,1           | 21,3          | 21,1           | 17,4          | 13,3        | 8,7             | 5,6             | 12,9       |
| Température maximale moyenne (°C)     | 7,9              | 9,5              | 13,7          | 17,6            | 21            | 24,3           | 26,8          | 26,5           | 22,5          | 17,4        | 11,7            | 8,1             | 17,3       |
| Record de froid (°C) date du record   | −15,6 17.01.1985 | −12,1 07.02.1991 | −6,6 01.03.05 | −2,5 12.04.1986 | 1 08.05.1997  | 4,8 04.06.1991 | 7,5 14.07.08  | 6,8 29.08.1986 | 4 18.09.10    | −1 28.10.03 | −6,8 24.11.1998 | −9,5 29.12.1996 | −15,6 1985 |
| Record de chaleur (°C) date du record | 17,3 27.01.03    | 22,5 27.02.19    | 27,5 31.03.21 | 31 20.04.18     | 33,4 27.05.05 | 38,9 21.06.17  | 42,5 25.07.19 | 41 12.08.03    | 35,9 08.09.23 | 31 03.10.11 | 22,5 08.11.15   | 17,2 17.12.15   | 42,5 2019  |
| Précipitations (mm)                   | 52               | 47,1             | 46,3          | 45,4            | 62,9          | 54,2           | 59,1          | 55,9           | 49,9          | 56,2        | 59,2            | 65,8            | 654        |

## Urbanisme

### Typologie
Au 1er janvier 2024, Saint-Maur-des-Fossés est catégorisée grand centre urbain, selon la nouvelle grille communale de densité à sept niveaux définie par l'Insee en 2022.
Elle appartient à l'unité urbaine de Paris, une agglomération inter-départementale regroupant 407 communes, dont elle est une commune de la banlieue,,.
Par ailleurs la commune fait partie de l'aire d'attraction de Paris, dont elle est une commune du pôle principal,. Cette aire regroupe 1 929 communes,.

### Morphologie urbaine
Jusqu'au milieu du XIXe siècle, la plus grande partie du territoire est encore occupée par les bois et les champs, l'urbanisation se limitant au nord-ouest, mais l'arrivée du chemin de fer et le lotissement du territoire modifient rapidement sa physionomie, comme le montrent les cartes anciennes.

#### Saint-Maur et La Varenne-Saint-Hilaire
Jusqu'en 1791, la ville était composée de deux villages distincts, Saint-Maur proprement dit et La Varenne-Saint-Hilaire. La distinction entre ces deux villages subsiste à travers deux bureaux distributeurs et code postaux : 94100 (Saint-Maur) et 94210 (La Varenne-Saint-Hilaire).
De même, il existe aujourd'hui encore un quartier délimité appelé La Varenne.
Il est à noter que le bureau distributeur de La Varenne-Saint-Hilaire couvre un secteur plus vaste que celui du quartier de La Varenne.
Une flamme d'oblitération de la Poste de l'année 1989 à l'intitulé de Varennes-Saint-Hilaire représente la grille d'entrée du carré Médicis et comporte les mentions horizontales suivantes : bibliothèque annexe, ouverture du carré Médicis et Maison de village Varenne  ; elle inclut aussi 2 lignes verticales titrées Musée Artothèque[réf. souhaitée].

### Occupation des sols

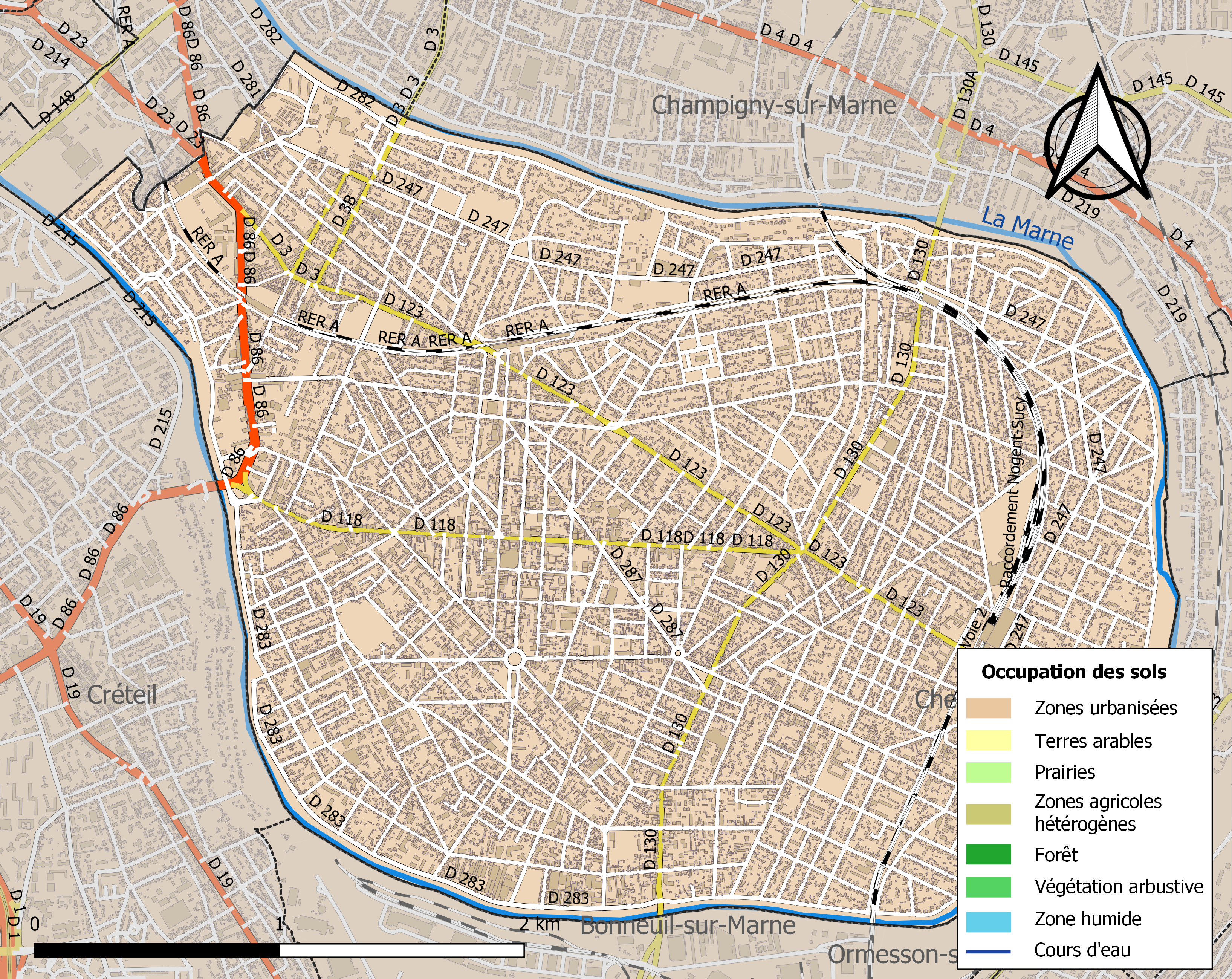
Carte de l'occupation des sols de la commune en 2018 (CLC).

| Type d’occupation           | Pourcentage | Superficie (en hectares) |
| --------------------------- | ----------- | ------------------------ |
| Espace urbain construit     | 90,10 %     | 1012,28                  |
| Espace urbain non construit | 4,90 %      | 55,23                    |
| Espace rural                | 5,00 %      | 56,57                    |
| Source : Iaurif-MOS 2008    |             |                          |

### Quartiers

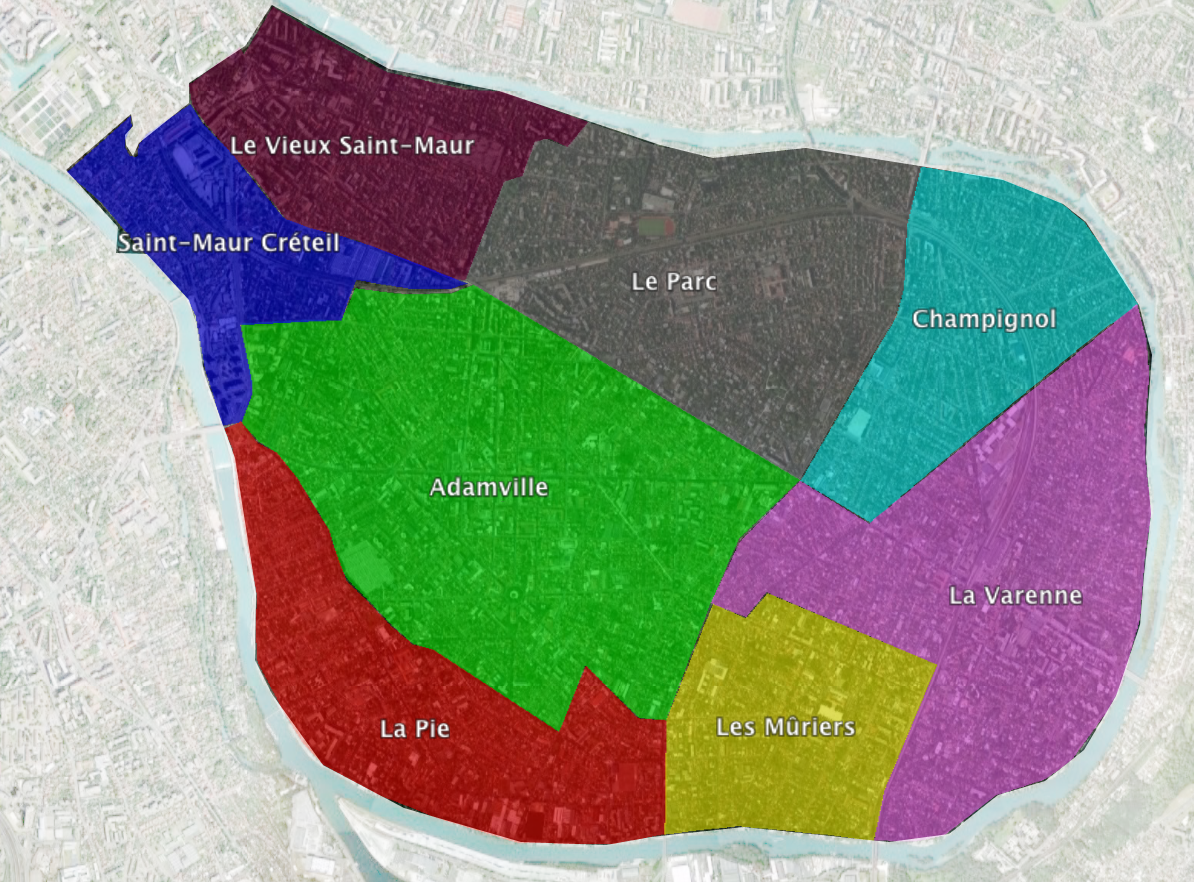
Les huit quartiers de Saint-Maur-des-Fossés.

Saint-Maur est divisée en huit quartiers (parfois dénommés « villages ») :
- le Vieux Saint-Maur (place d'Armes, lycée Teilhard-de-Chardin, abbaye)
- Saint-Maur – Créteil (gare RER Saint-Maur - Créteil, lycée Marcelin-Berthelot, lycée d'Arsonval) ;
- le parc Saint-Maur (gare RER Le Parc de Saint-Maur, stade Chéron, centre sportif Brossolette, place des Marronniers, place des Tilleuls) ;
- Adamville (place d'Adamville-Kennedy, mairie, théâtre, conservatoire, bibliothèque, cinéma le Lido) ;
- Champignol (gare RER Champigny, lycée Gourdou-Leseurre) ;
- La Varenne (gare RER La Varenne - Chennevières, lycée Condorcet, place du Marché) ;
- Les Mûriers (place des Molènes, lycée Francois-Mansart) ;
- La Pie (stade des Corneilles, piscine Caneton).

### Habitat et logement
En 2021, le nombre total de logements dans la commune était de 37 991, alors qu'il était de 37 105 en 2016 et de 36 571 en 2011.
Parmi ces logements, 92,3 % étaient des résidences principales, 1,6 % des résidences secondaires et 6,1 % des logements vacants. Ces logements étaient pour 33,7 % d'entre eux des maisons individuelles et pour 65,3 % des appartements.
Le tableau ci-dessous présente la typologie des logements à Saint-Maur-des-Fossés en 2021 en comparaison avec celle du Val-de-Marne et de la France entière. Une caractéristique marquante du parc de logements est ainsi la faible proportion des résidences secondaires et logements occasionnels (1,6 %) par rapport au département (2 %) et à la France entière (9,7 %).
| Typologie                                               | Saint-Maur-des-Fossés | Val-de-Marne | France entière |
| ------------------------------------------------------- | --------------------- | ------------ | -------------- |
| Résidences principales (en %)                           | 92,3                  | 92,1         | 82,2           |
| Résidences secondaires et logements occasionnels (en %) | 1,6                   | 2            | 9,7            |
| Logements vacants (en %)                                | 6,1                   | 5,8          | 8,1            |

La commune comptait 6,87 % de logements sociaux en 2011, 9 % en 2022, loin des objectifs de mixité de l'habitat prévus par la Loi SRU. Elle est qualifiée par le gouvernement en 2012 de « commune récalcitrante », ce qui l'amène à payer des pénalités importantes, comme 3,5 millions d’euros en 2015 ou 6,7 millions en 2022, malgré les protestations renouvelées de la ville,,,,.
En 2020, le conseil municipal approuve un contrat de mixité sociale passé avec l'État, qui prévoit que la ville devra atteindre 12 % de logements sociaux d'ici 2022, ce qui représente un effort significatif par rapport au taux de 2020 de 8,81 %, loin des prescriptions légales qui fixe le minimum légal à 25 % pour la ville. Pour permettre cette croissance du parc de logements sociaux, la ville s'appuie sur son plan local d'urbanisme (PLU), qui impose 30 % d'habitat social dans chaque nouvelle construction supérieure à 12 logements. Le maire indique en 2020 « Saint-Maur a réalisé 2041 logements depuis le nouveau PLU en 2017, dont 910 logements sociaux répartis sur pas moins de 36 opérations dont des immeubles ». Néanmoins, la préfecture a repris l'instruction des permis de construire et autres autorisations d'urbanisme en février 2021,.
De son côté, Sylvain Berrios, maire de Saint-Maur jusqu'en 2024 a assumé compliquer l’application des quotas concernant les logements sociaux. « Dans l’arrêté de carence, l’État considère que la ville limite l’action de l’État dans la mise en œuvre de son droit de préemption urbain. Et bien oui. La ville ne veut pas que l’État préempte tout, n’importe quoi, n’importe quand. Cela nous coûte 6,5 millions d’euros, mais cela protège durablement Saint-Maur. C’est la première fois que l’État se dévoile autant de vouloir détruire la spécificité, l’exception Saint-Maurienne. Tant que nous serons là, les 80 % de nos zones pavillonnaires seront protégés ».

### Voies de communication et transports
La commune est traversée par sept ponts (cinq routiers, deux ferroviaires) et deux passerelles : le pont de la Libération (anciennement du Petit Parc), pont ferroviaire fret, le pont de Champigny, le pont de Chennevières, le pont ferroviaire du RER A, le pont de Bonneuil, la passerelle de la Pie, le pont de Créteil et la passerelle du Halage.

#### Voies routières
Par mesure de sécurité routière, la municipalité a fait le choix de la priorité à droite aux intersections, par conséquent, sur la commune il y a très peu de panneaux stop ainsi que pratiquement aucun cédez-le-passage. Sur les ronds-points, la priorité est généralement à droite à l'exception de trois ronds-points (notamment la place d'Adamville-Kennedy) pour lesquels il y a un cédez-le-passage.
De même, la ville n'abritait que très peu de zones 30 et seulement un kilomètre de double-sens cyclable depuis octobre 2010 sur ses 186 km de voirie. Situation caduque depuis le 1er février 2021 puisque la limitation à 30 km/h de toutes les voies permet de facto aux cyclistes d'y rouler dans les deux sens. Sur 59 carrefours équipés de feux tricolores, un seul est équipé de sas vélo à l'entrée du pont de Bonneuil. Un seul couloir de bus, celui du TVM, est totalement interdit aux cycles.
La structure des voies de circulation a peu évolué depuis la vague d'urbanisation du XXe siècle. Quelques grands axes « traversants » sont gérés sous le statut de voirie départementale, notamment les avenues du Bac, Foch, Louis-Blanc, Alma ainsi que les boulevards de Champigny, de Créteil, Rabelais… Les autres voies de la ville sont sous régime communal ou privé (rue du Docteur-Meige) et présentent une structure de circulation hétérogène sans cohérence particulière.
Les anciennes voies charretières ont suivi l'évolution urbanistique traditionnelle avec un élargissement limité et une organisation de l'espace en trottoirs et chaussées séparées.

#### Aménagements cyclables
Malgré un relief qui se prête bien à la pratique du vélo, Saint-Maur est une ville en retard dans le développement des infrastructures cyclables, au point d'avoir reçu en 2016 le "Clou Rouillé" de la part de la Fédération française des usagers de la bicyclette.
En réaction, la Ville accélère l'adaptation de ses infrastructures routières à l'usage cyclable par l'implantation de dispositifs de stationnement sur l'espace public (arceaux vélos) et la réalisation d'un tronçon cyclable en site propre, une piste bidirectionnelle le long du quai de la Pie, entre le pont de Bonneuil et la passerelle de Halage.
En 2019, la ville a annoncé que des sas vélo seront implantés aux carrefours régulés par des feux tricolores au fur et à mesure de la réfection des chaussées, et que des zones de circulation apaisée seront créées notamment dans le quartier des Bagaudes, afin de permettre aux Saint-mauriens de relier en sécurité le chemin de halage, sur les berges de la Marne à Saint-Maurice, leur permettant ainsi de rallier le centre de Paris depuis Saint-Maur dans un environnement cyclable 100 % protégé.
Après la fin du confinement en mai 2020, le département du Val-de-Marne a décidé d'implanter une coronapiste sur la D86, traversant Saint-Maur. Cette dernière entraînant des embouteillages, elle est retirée en septembre 2020 sous la pression des maires de Saint-Maur et de Créteil. Cette décision est dénoncée par les associations cyclistes locales comme Place au Vélo Saint-Maur, dont l'ancien président affirmait que cette piste avait permis d'augmenter la part modale du vélo dans la ville de 1,5% à 12%.
À l'été 2020, la plupart des carrefours ont été équipés de panonceaux M12 (équivalent à un feu orange clignotant) permettant aux cycles de virer à droite (si la voie est dégagée) lorsque le tricolore est au rouge.
Le 8 décembre 2020, un arrêté municipal est signé afin que l'ensemble de la circulation dans la ville soit limitée à 30 km/h (les demandes auprès du département et du préfet pour les quatre voies dépendant de leurs autorités ont reçu satisfaction). Ce faisant, toute la voirie est désormais autorisée au double-sens cyclable depuis le 1er février 2021, date effective d'application.
À la suite de la troisième édition du baromètre des villes cyclables de la FUB dont les résultats ont été révélés en février 2021, la ville de Saint-Maur a reçu la note de E. Le classement utilisé allant de "A+" (excellent) à "G" (très défavorable), la note attribuée à Saint-Maur correspond à l'appréciation "plutôt défavorable".

#### Transports en commun
La commune est desservie par :
- quatre gares du RER A : la gare de Saint-Maur - Créteil, la gare du Parc de Saint-Maur, la gare de Champigny et la gare de La Varenne - Chennevières, reliant la commune à Paris en quinze minutes ;
- Le Tvm, ligne de bus en site propre inaugurée en 1993 reliant la gare de Saint-Maur - Créteil à Créteil, le centre commercial Belle Épine à Thiais, le Marché International de Rungis jusqu'à son terminus, La Croix de Berny RER ;
- douze lignes de bus des réseaux RATP et Marne et Seine ;
- deux lignes de Noctilien la nuit (N35 et N71).

## Toponymie

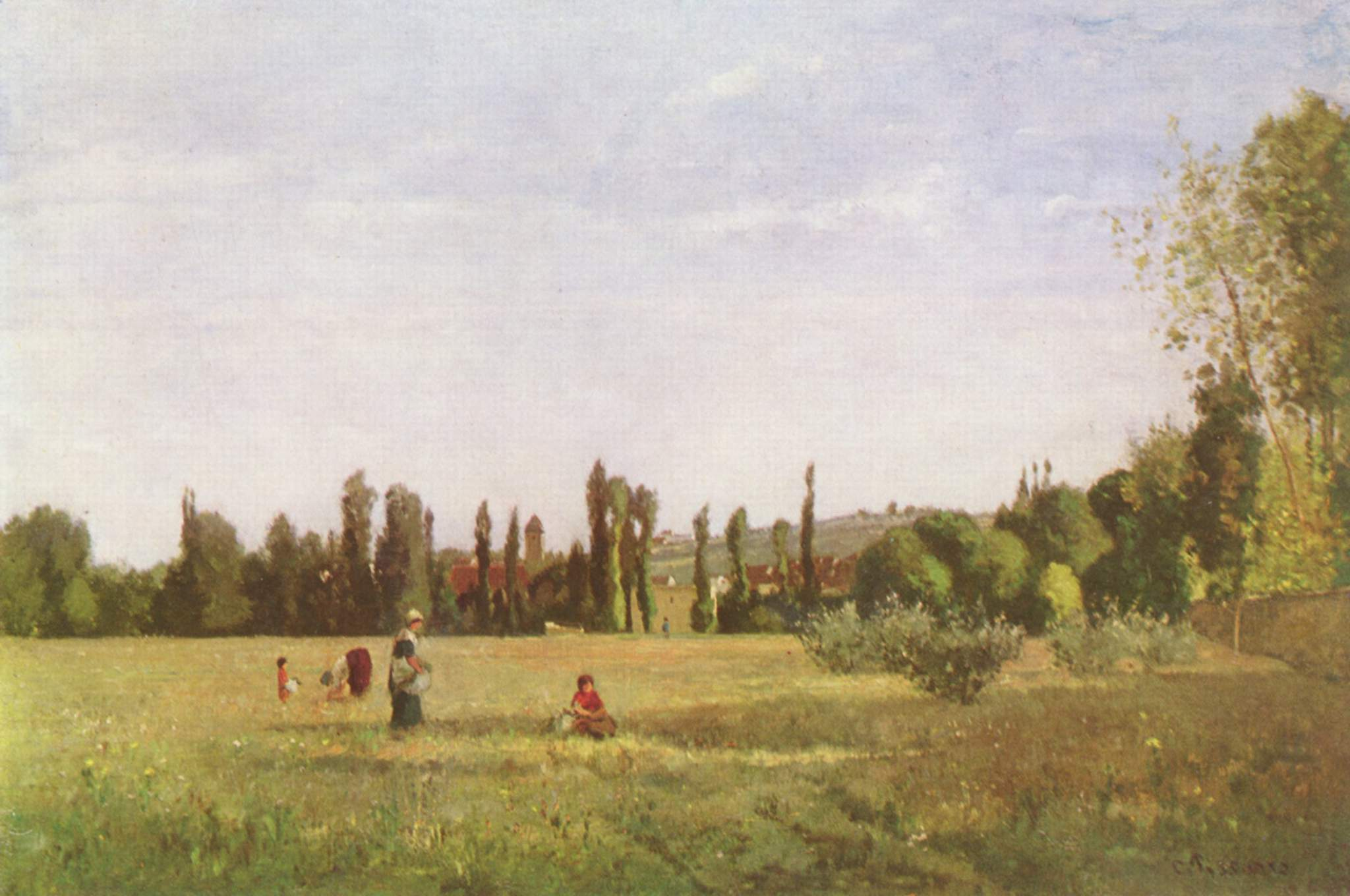
La Varenne Saint Hilaire, 1863
Galerie nationale hongroise, Budapest

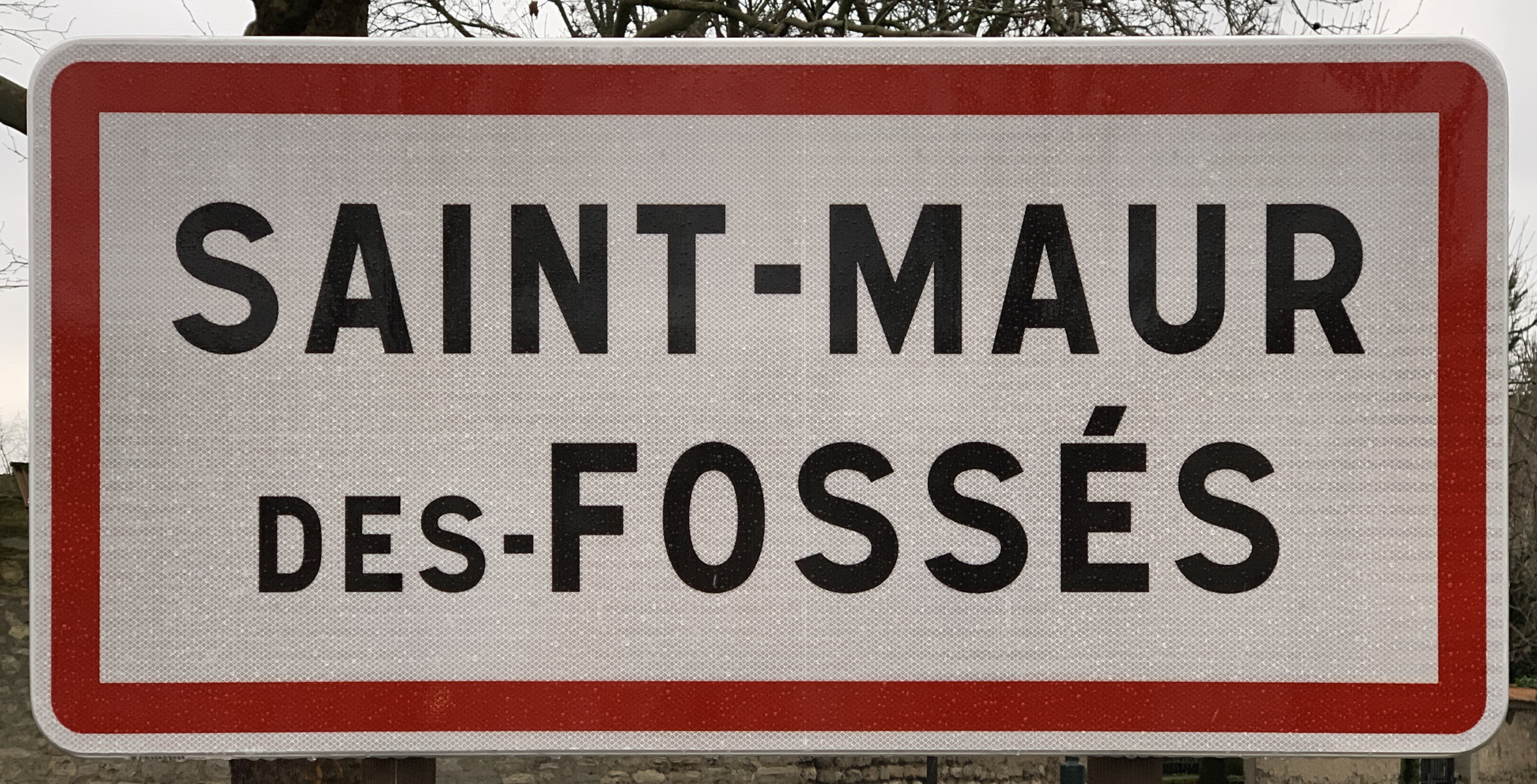
Panneau d'entrée dans la commune depuis Joinville.

Du nom de saint Maur, saint né à Rome au VIe siècle apr. J.-C. Une abbaye Saint-Pierre-du-Fossé (la presqu'île étant sur un éperon rocheux, le fossé représentait le bas pentu vers la Marne) fut fondée au VIIe siècle. Au IXe siècle les reliques de saint Maur furent apportées à l'abbaye. À la suite de miracles, les moines changèrent le nom de l'abbaye qui devint Saint-Maur-des-Fossés.
Le hameau de Saint-Hilaire se trouve dans la plaine nommée Varenne (qui désigne à l'époque tout le reste de la presque-île).
Le hameau du port de Créteil (à l'emplacement de l'actuel pont de Créteil) est mentionné dès le haut Moyen Âge.

### Micro-toponymie
- rue de l'Abreuvoir devenue rue de l'Abbaye
- place d'Adamville devenue place d'Adamville-Kennedy
- rue Aristide devenue rue Albert-de-Mun depuis 1924
- avenue Felicie devenue avenue Albert-1er depuis 1915
- rue Bequet devenue rue Alexandre-Dumas depuis 1884
- rue Emile devenue rue Alfred-de-Musset depuis 1909
- rue Arthur devenue avenue Alphonse-Karr depuis 1930
- rue de Bellevue devenue avenue Anatole-France depuis 1924
- rue des Bijoutiers devenue rue André-Bollier depuis 1945
- quai Saint-Hilaire devenue promenade des Anglais depuis 1915
- rue Lucie devenue Aristide-Briand depuis 1932
- carrefour à l'Avoine devenue place d'Armes
- avenue Labatut devenue avenue d'Arromanches depuis 1949
- rue Basse devenue rue Auguste-Gross depuis 1911
- rue des Ecoles devenue avenue Auguste-Marin depuis 1948

## Histoire

### La légende des Bagaudes
Un texte ecclésiastique du XIe siècle mentionne un retranchement des bagaudes dans Saint-Maur-des-Fossés, au lieu Bagaudarum castrum. Une porte de Paris dans la direction de Saint-Maur-des-Fossés aurait reçu, en mémoire des Bagaudes, le nom de porta Bugaudarum puis, par abréviation, porta Bauda. Un boulevard des Bagaudes existe dans la commune de Saint-Maur-des-Fossés ; la plaque porte la curieuse mention « peuplade gauloise ». Cependant, ce n'est qu'au XIVe ou au XVe siècle que ce texte a été ajouté au manuscrit du XIe siècle sur la vie de saint Babolin, premier abbé de Saint-Maur au VIIe siècle. Il n'y a aucune peuplade gauloise portant le nom de "Bagaude". En revanche, le mot latin Bagaudæ serait bien emprunté au gaulois et pourrait signifier « combattants ». Les bagaudes étaient des milices combattues par l'Empire agonisant, du IIIe au Ve siècle, dans la partie de la Gaule qui deviendra la Neustrie.

### Moyen Âge
Sous Clovis II, une abbaye est bâtie en 639 sur le territoire de la future commune de Saint-Maur. Elle prend le nom de « Saint-Pierre du Fossé » faisant ainsi référence au relief du lieu qui est très pentu jusqu’à la Marne. En 868, l’abbaye recueille les reliques de saint Maur. Un premier miracle a lieu au XIIe siècle, ce qui incite les moines à changer le nom de l’abbaye qui devient « Saint-Maur-des-Fossés ». D’autres miracles ont lieu et l’abbaye devient un lieu de pèlerinage comparable à Lourdes aujourd’hui. On vient y prier de toute l’Europe pour guérir la goutte ou l’épilepsie.
Au XIIIe siècle, on construit une église paroissiale dédiée à saint Nicolas de Myre, dans le style gothique.
Au XVe siècle, le duc de Bourgogne, Jean sans Peur rencontre la reine Isabeau de Bavière, afin de négocier un traité de Paix entre les Armagnac et les Bourguignons. Ce traité en date du 16 septembre 1418 est connu sous le nom de Traité de Saint-Maur. Cependant, ce traité fut de nul effet, dans la mesure où le dauphin de France, représentant le parti Armagnac, et qui s'était réfugié à Bourges pour y organiser la Résistance contre les Bourguignons, refusa de le ratifier.

### Temps modernes
Au XVIe siècle, le cardinal Jean du Bellay y fait construire un château en surplomb de l'abbaye, dans laquelle François Rabelais se réfugie en 1536. Le château appartiendra ensuite, en 1598, à Charlotte-Catherine de la Trémoille, qui le porta en dot au prince de Condé, puis à Catherine de Médicis mais est abandonné au milieu du XVIIIe siècle. Le château sera détruit en 1796.
En septembre 1590, lors du siège de Paris, le duc de Parme et gouverneur des Pays-Bas espagnols Alexandre Farnèse prend la ville, ce qui permet de ravitailler la capitale assiégée par Henri IV (huitième guerre de religion).
Après avoir subsisté pendant 900 ans, Clément VII, en 1533, pour punir les moines de scandales commis dans l'église Saint-Jean, les remplaça par huit chanoines. Les bâtiments mal entretenus tombent en ruines et sont vendus au prince de Condé au XVIIIe siècle.
Aujourd'hui détruite, l'abbaye n'existe plus et a laissé la place à un square dans lequel quelques ruines subsistent, telles la tour Rabelais, la villa Bourrières ou encore d'anciennes fortifications. Quant au château, il a laissé la place à de nombreux pavillons et à une sous-station d'EDF.

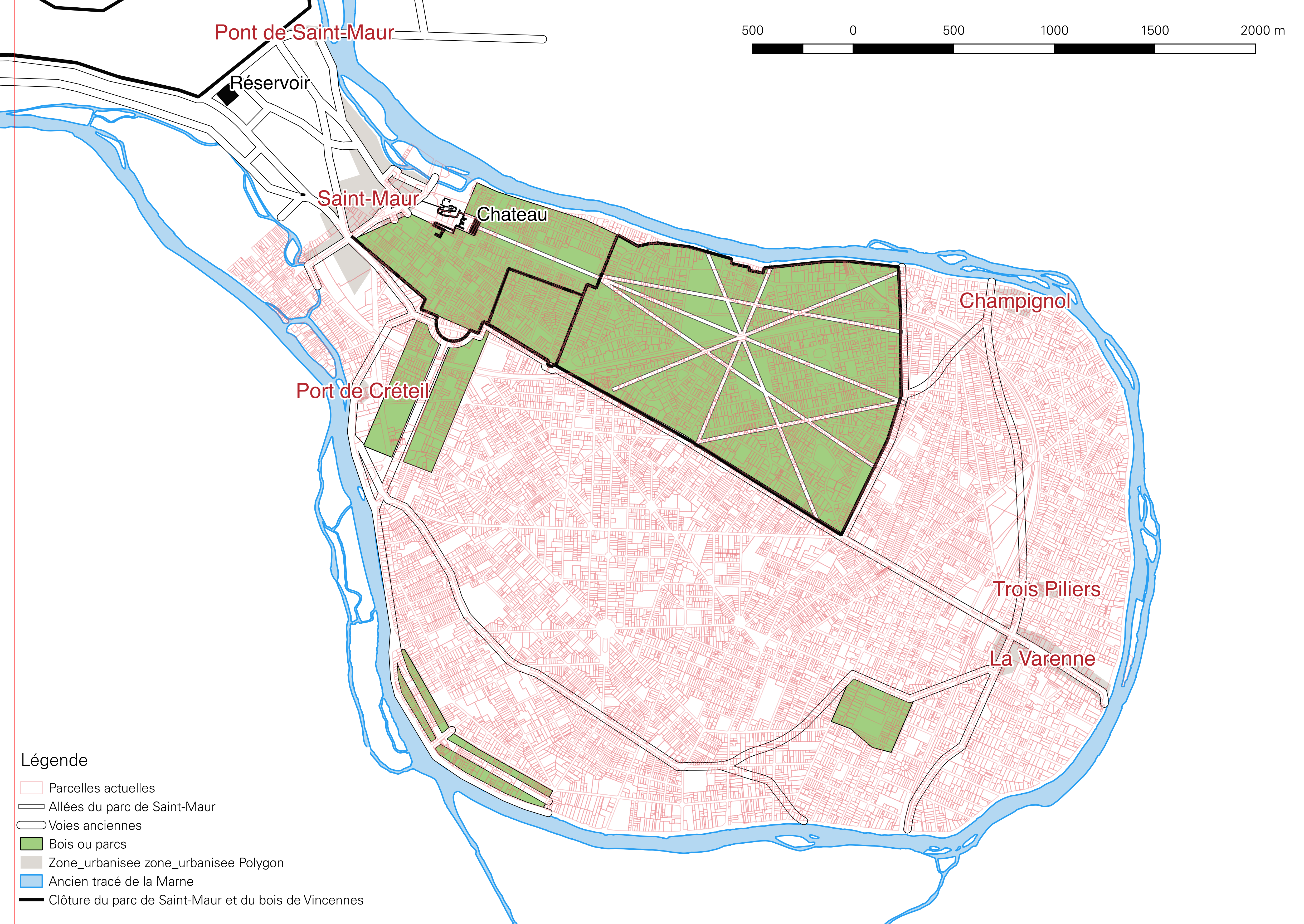
Carte de Saint-Maur au XVIIIe siècle.

Au XVIIIe siècle la population de Saint Maur stagne. Il y a à la Varenne 12 feux en début de siècle et 15 feux en fin de siècle (avant la mise en place de l'état civil, on compte en nombre de feux (nombre de familles). La vie à Saint-Maur est en effet peu agréable. La Marne déborde souvent et le choléra augmente la mortalité infantile ; la majorité des terrains appartiennent à la famille de Condé.

### Révolution française et Empire
En 1790, les deux paroisses de la presqu’île donnent naissance à trois communes : Saint-Maur et La Branche-du-Pont-de-Saint-Maur sont issues de la paroisse Saint-Nicolas, cette dernière constituant une dissidence contestée par les autorités de Saint-Maur. La paroisse Saint-Hilaire donne naissance à la commune de La Varenne. Les deux municipalités de Saint-Maur et de La Varenne se réunissent en une commune unique le 5 décembre 1791. Par contre, La Branche-du-Pont-de-Saint-Maur restera indépendante et deviendra plus tard Joinville-le-Pont.
Au cours de la Révolution française, la commune porte provisoirement le nom de Vivant-sur-Marne.
Julien de Gaulle décrit le percement du canal de Saint-Maur dans sa Nouvelle histoire de Paris en 1841. Le but en est d'abréger de trois lieues la navigation sur la Marne. Le canal a deux parties : une section souterraine de 600 mètres, et 500 mètres à ciel ouvert. Louis Bruyère est chargé de son exécution. Ayant coûté 1 760 000 francs de l'époque, il est ouvert à la navigation le 10 octobre 1825.

### Époque contemporaine

#### 1831: les grands lotisseurs

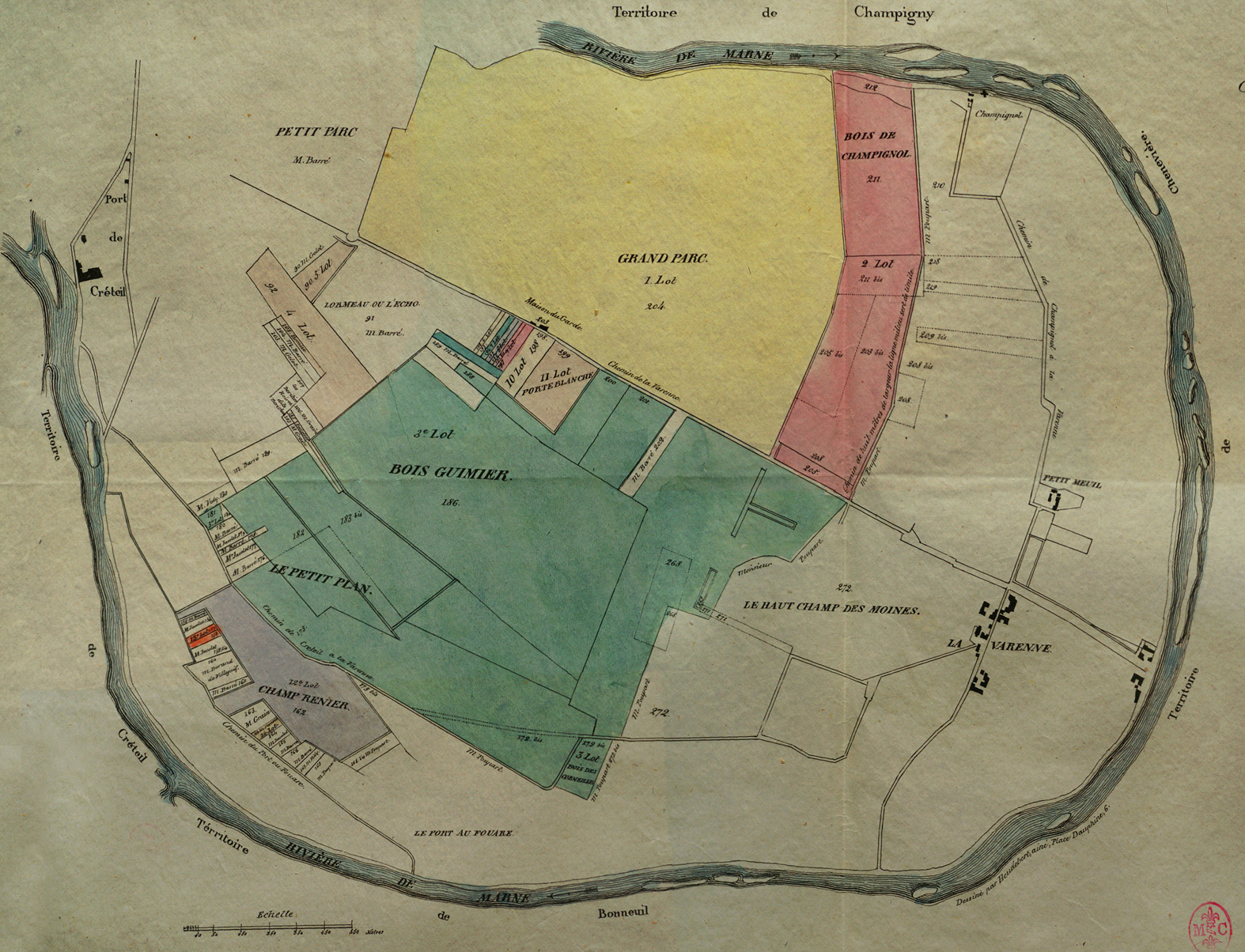
L'adjudication de Décembre 1831, qui permet à quelques gros propriétaires de se partager Saint Maur (Bibliothèque du Musée Condé de Chantilly).

La situation sanitaire s'améliore et la pression démographique de Paris s'accentue.
En décembre une vente à la criée des anciens terrains de Condé, propriété du duc d'Aumale permet à trois personnes appelées les grands lotisseurs d'acheter la moitié de la ville : J.C. de Moynat, qui devient maire de la ville, Henri Caffin à la Varenne, et François Adam qui fonde Adamville.
Les lotissements servent à construire les maisons du dimanche des Parisiens aisés. De nombreux manœuvriers de Seine-et-Marne proche viennent habiter la presqu'île en tant que maçons. La population qui stagne depuis un siècle à 800 personnes double pour atteindre 1 500 personnes en 1851.

#### Saint-Maur et Joinville-le-Pont

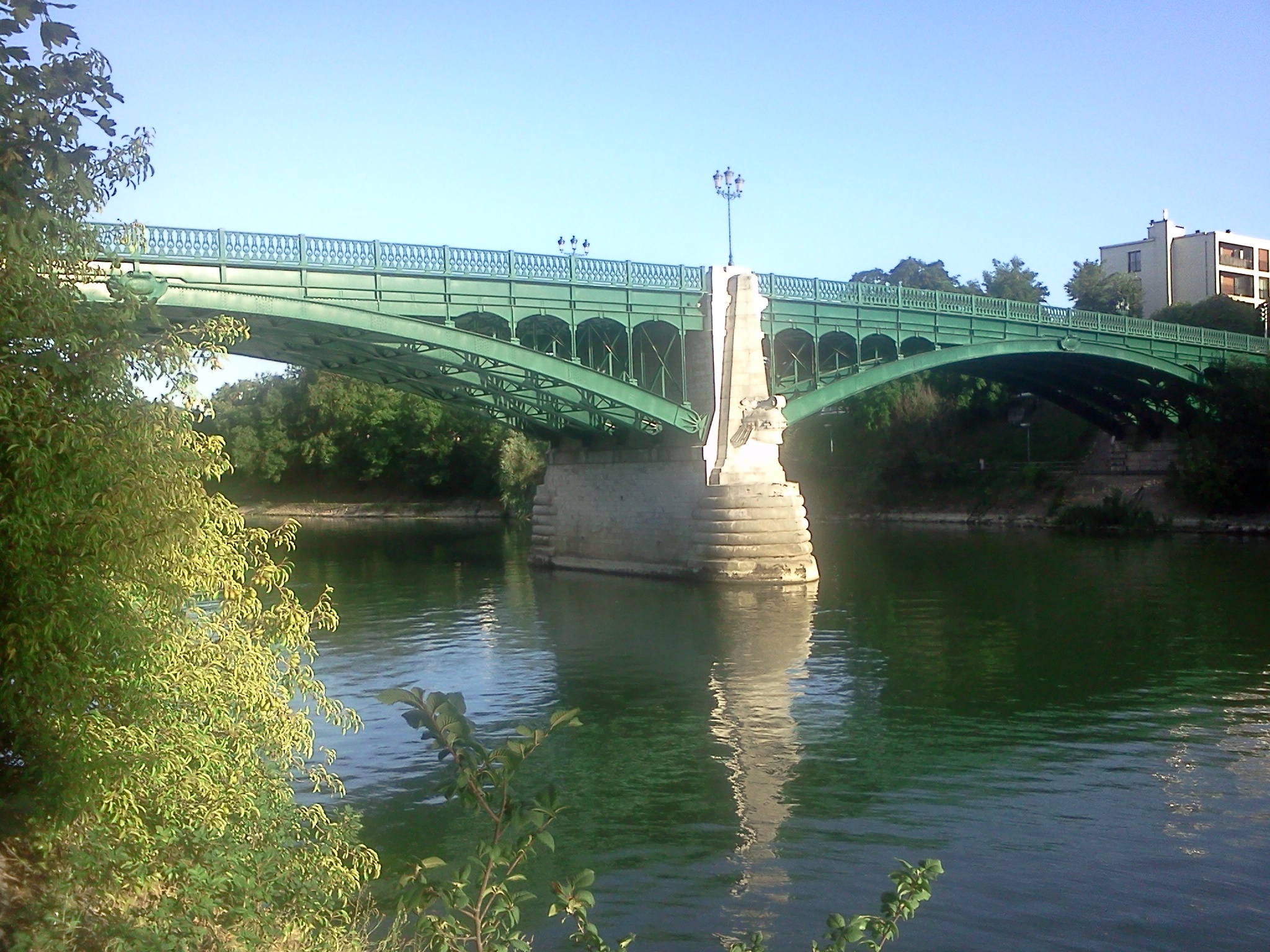
Le Pont de Saint-Maur vu du côté de Joinville.

En 1790, le hameau de La Branche-du-Pont-de-Saint-Maur fait sécession d'avec Saint-Maur-des-Fossés sous l'impulsion du vicomte Boniface de Mirabeau, député de la noblesse à l’Assemblée constituante de 1789, qui résidait alors dans le château de Polangis.
Les habitants (409 en 1793) sont conduits par Edme Lheureux, marchand de bois, et prennent argument de l'existence d'un lieu de culte, la chapelle Saint-Léonard, pour justifier leur démarche. Le maire de Saint-Maur proteste et adresse une plainte à la municipalité de Paris le 5 mai 1791. Des démarches identiques seront renouvelées jusqu'en 1830 par les élus de Saint-Maur.
La nouvelle commune est baptisée Joinville-le-Pont en 1831.

#### 1841: Saint-Maur présenté dans la Nouvelle histoire de Paris
Julien de Gaulle décrit comme suit la commune dans sa Nouvelle histoire de Paris en 1841 :
« Saint-Maur-les-Fossés, l'un des villages de cette contrée qui offrent le plus de souvenirs historiques, est agréablement situé à l'extrémité du bois de Vincennes, dans la presqu'île formée par la Marne.
L'origine de ce village paraît remonter à une haute antiquité ; suivant quelques historiens, il a été fondé par des vétérans que César laissa dans les Gaules.
Saint-Maur est devenu célèbre par une abbaye de Bénédictins, fondée sous le règne de Clovis II, par un diacre de l'église de Paris, nommé Blidegisile. Après avoir subsisté pendant environ neuf cents ans, ce monastère fut sécularisé en 1533 ; son chapitre fut réuni, en 1750, à celui de l'église Saint-Louis-du-Louvre, à Paris, et l'abbaye presque entièrement détruite en 1786.
Les religieux de Saint-Maur, de même que tous les moines de l'ordre de Saint-Benoît, s'occupaient beaucoup de la culture des lettres ; ils ont rendu des services éminents à la science par leurs nombreuses publications. Cette illustre congrégation avait rassemblé, à Saint-Maur, la plus belle et la plus nombreuse bibliothèque de ce temps, laquelle passa., après la sécularisation, dans la bibliothèque du roi et dans celle de Saint-Germain-des-Prés, à Paris.
Rabelais avait été moine de ce couvent, et l'on prétend qu'il y composa son Pantagruel. »

#### 1859: l'arrivée du chemin de fer

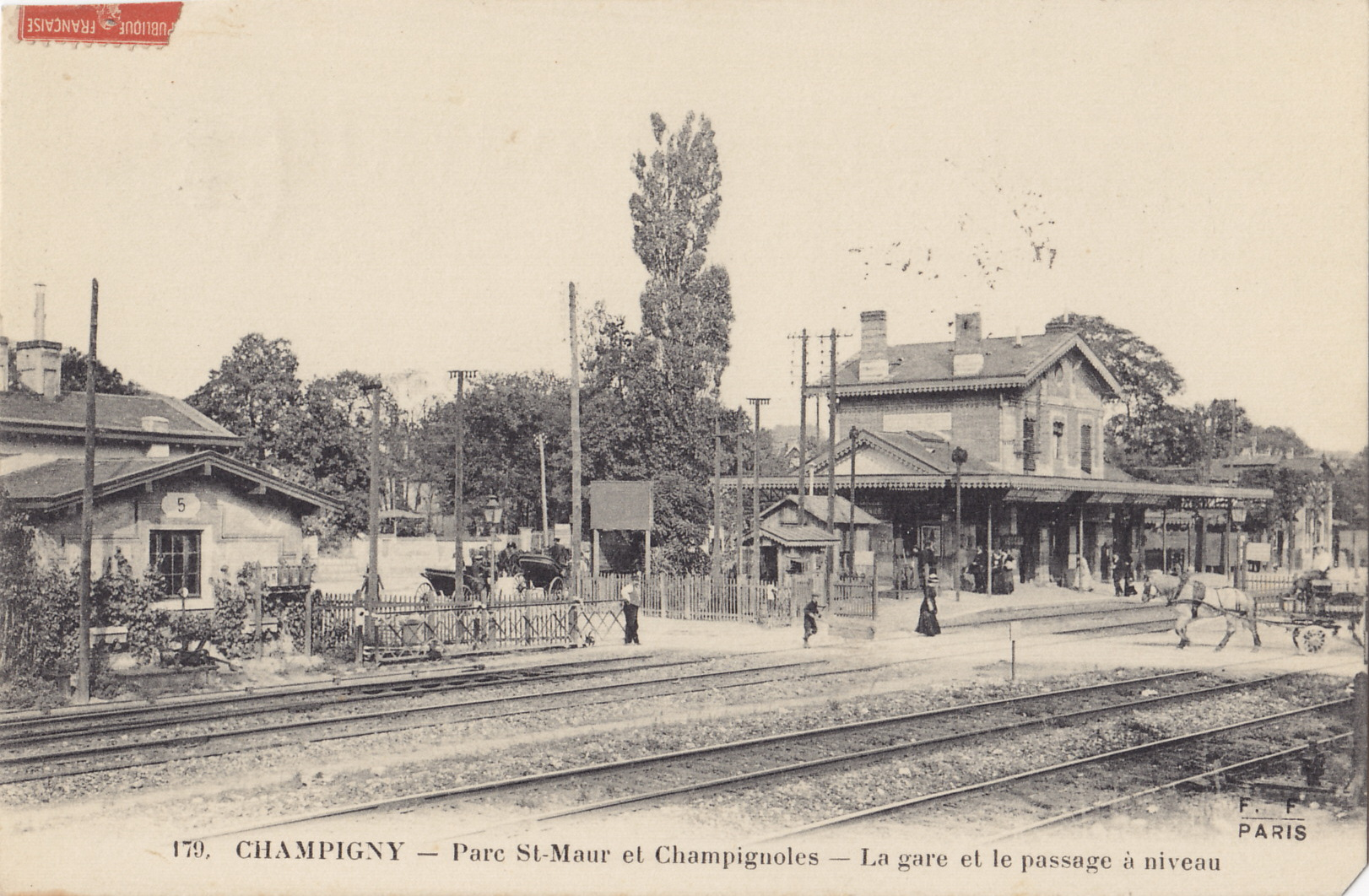
La gare de Saint-Maur Champigny vers 1910.

La Compagnie des Chemins de Fer de l'Est achète de nombreux terrains et construit une ligne de chemin de fer qui relie Saint-Maur à Paris : la ligne de La Bastille. Elle offre la possibilité aux Parisiens de se divertir dans les guinguettes de bords de Marne.
Cette ligne continue à être exploitée par la SNCF jusqu'au 12 décembre 1969, date à laquelle la ligne est exploitée par la RATP pour l'établissement du RER A vers Boissy-Saint-Léger qui dessert Saint-Maur-des-Fossés grâce à 4 gares : Saint-Maur-Créteil, Le Parc de Saint-Maur, Champigny-sur-Marne et La Varenne-Chennevières.
La population se développe alors rapidement pour atteindre 7 000 habitants en 1870.

#### Guerre franco-prussienne de 1870

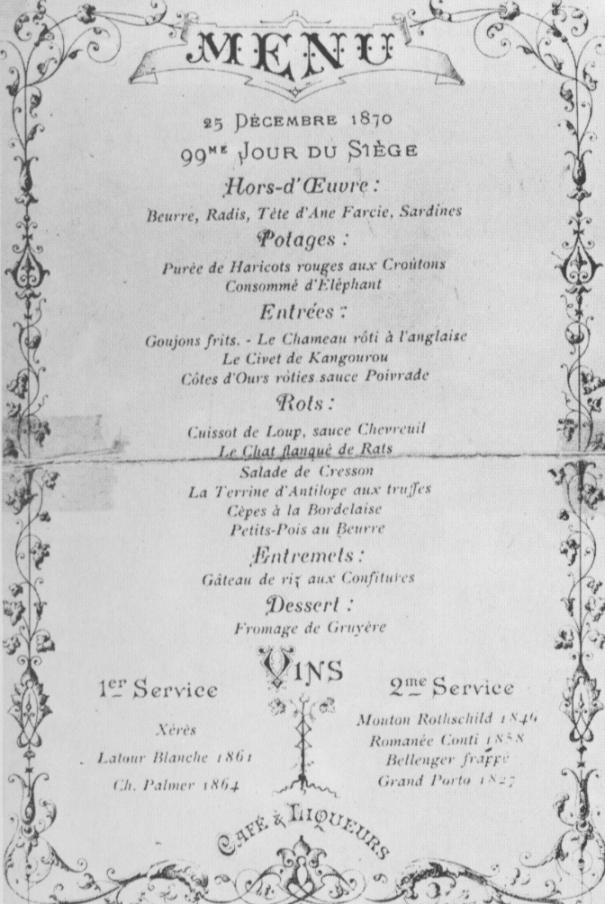
Menu d’un restaurant de Paris le 25 décembre 1870.

Septembre 1870 : à la suite de la défaite de Sedan, l'armée française se replie à Paris qui est dès octobre complètement entouré par les armées allemandes. À l’est de Paris les positions de défense sont les différents forts de Nogent, Charenton…
Les Allemands restent sur les hauteurs de Villiers Haut de Champigny et Chennevières. La Marne est la ligne de front. Mais Saint-Maur est dominée par les canons prussiens et les rumeurs de massacres se propagent, Boissy-Saint-Léger, Créteil sont pillés et détruits. Il est décidé de replier les habitants de Saint-Maur vers le XIIe arrondissement de Paris. Certains néanmoins restent dans une situation extrêmement difficile, cinq maires se succèdent en un an.
Octobre à novembre : la situation des Saint-Mauriens est celle catastrophique de tous les habitants du 12e. Les plus pauvres doivent rapidement manger les chiens, les chats puis les rats. Pour les plus riches, les restaurants servent du chameau, de l’éléphant… On déguste le Jardin des plantes : même son célèbre couple d'éléphants Castor et Pollux ne sont pas épargnés. Des anecdotes signalent des Saint-Mauriens restés dans la ville qui tentent d’apporter les légumes de leurs champs à leurs familles de Paris sous le feu des Prussiens.

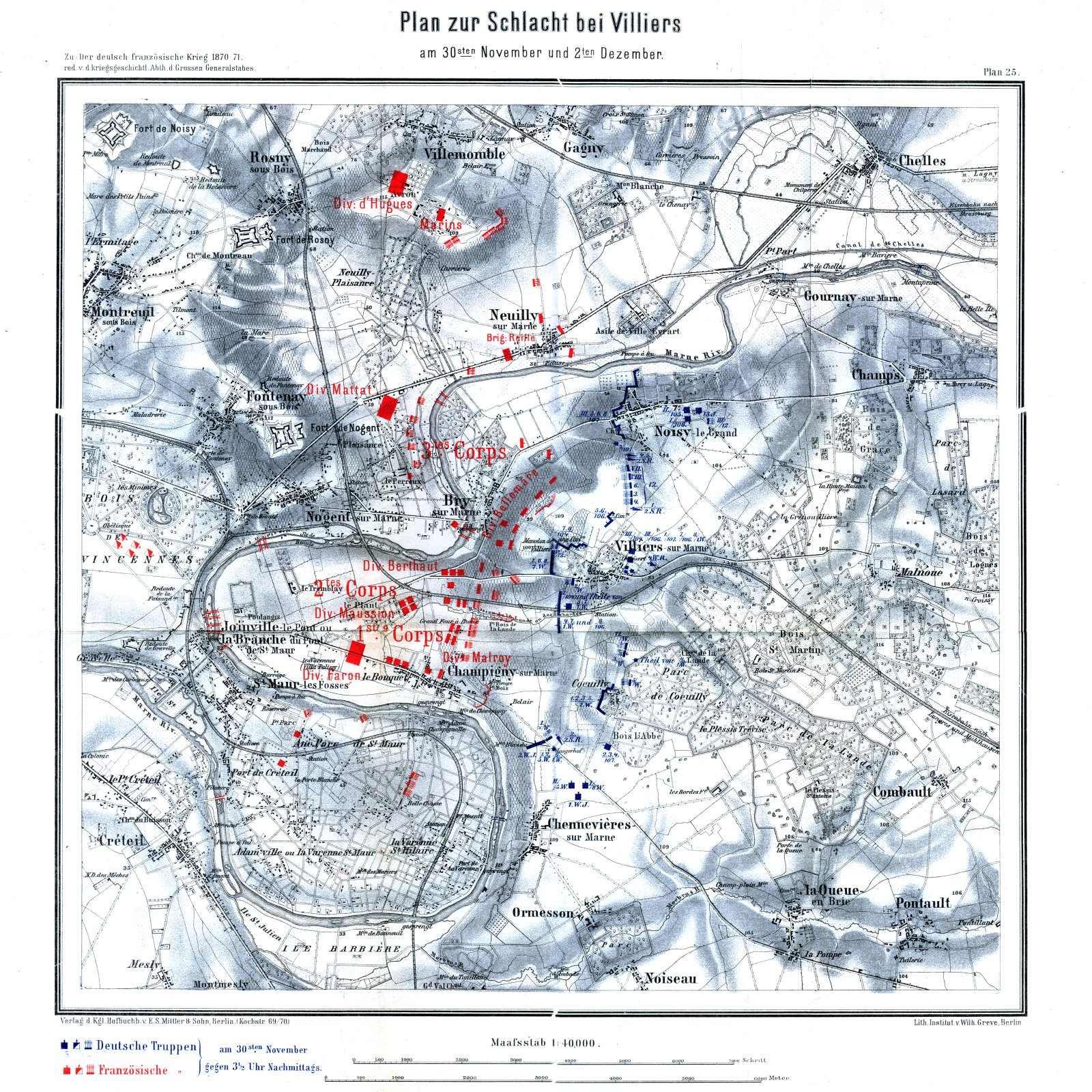
Plan (légendes en allemand) de la bataille de Villiers.

28 novembre - 3 décembre : bataille de Champigny ; la situation dans Paris n’est plus tenable. Il faut tenter une jonction avec l’armée de la Loire. Simultanément celle-ci attaque au nord vers Orléans et l’armée de Paris tente une sortie avec 200 000 hommes. Les Allemands s’attendent à cette jonction, d’où l’idée de l’état-major français de faire une attaque de diversion au sud à Avron mais de porter la principale attaque sur Champigny qui portera ensuite le nom de Champigny-la-Bataille. Onze ponts seront lancés simultanément à Joinville pour l’infanterie ; Saint-Maur sera le lieu des batteries de canons qui détruiront les canons des collines de Champigny et Chennevières. Le début de l’offensive est une réussite. Les Allemands sont vite débordés sur la plaine de Champigny, écrasés par les batteries du fort de Nogent.
Ensuite, cela change rapidement ; les Français se font massacrer dans les montées sur le plateau de la Brie. Les batteries saint-mauriennes sont inefficaces pour appuyer l'infanterie. Elles sont de trop petits calibres et vite repérables d’en haut et donc détruites. C’est le cas de la batterie d’Adamville. L’attaque s’enlise, les Français dorment dans un froid terrible, ils sont affamés et peu sont des militaires de métier. D’autre part, les nouvelles de l’armée de la Loire sont catastrophiques (le 4 décembre, cette armée sera définitivement battue à Orléans). L’état-major hésite et fait une pause. La Croix-Rouge suisse ramasse de nombreux morts et blessés. Pendant cette trêve, les armées allemandes du sud de la banlieue arrivent en renfort et entament une contre-attaque. L’armée française échappe à la destruction complète en se repliant sous la protection des batteries des forts. Le 3 décembre, la ligne de front est revenue sur ses positions d’avant l’offensive française et les derniers espoirs sont envolés. La France capitule en janvier,.

#### 1894: le tramway de Saint-Maur

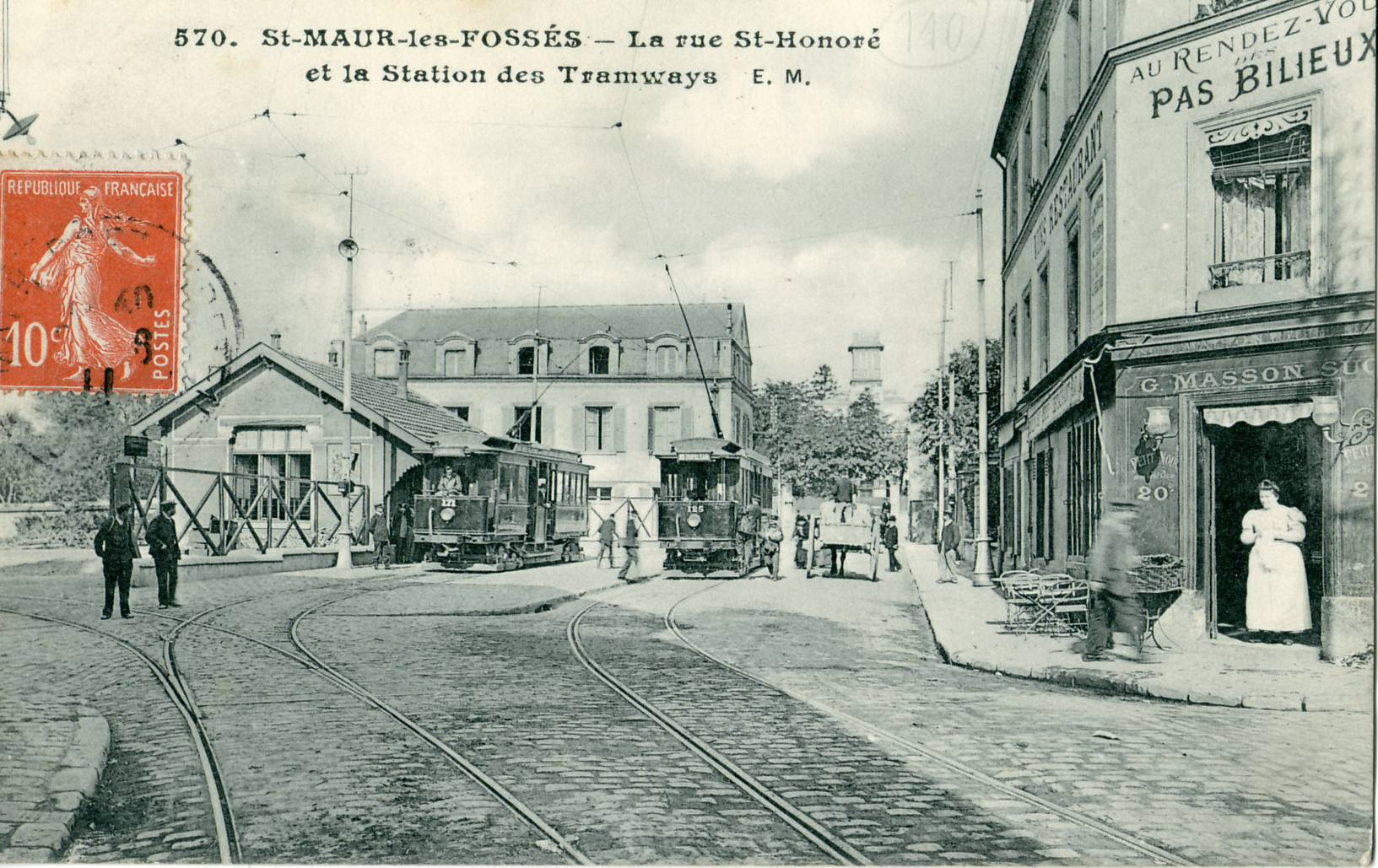
La ville est desservie par les tramways parisiens au début du XXe siècle.

À partir de 1894, Saint-Maur-des-Fossés s'équipe d’un réseau de tramways.
Inauguré le 19 mars 1894, il s’agissait du 4e réseau de tramways à air comprimé créé en France après ceux de Nantes, Nogent-sur-Marne et Paris. Le réseau de la Compagnie des Tramways de Saint-Maur-des-Fossés (TSM) était composé de trois lignes équipées à l’origine de tramways mécaniques Mékarski qui sont ensuite électrifiées à partir de 1900 et intégrées aux Tramways de l’est parisien. Les tramways circulent jusqu'au milieu des années trente avant d’être remplacés par un réseau d'autobus.

#### Les Arts
Le peintre Victor Lecomte expose régulièrement au Salon des artistes français et est récompensé par quelques médailles (Mention honorable en 1892, médaille de 3e classe en 1897) et par des acquisitions de l'Etat. Il participe également au Salon de la Société nationale des beaux-arts et au salon des amis des arts de Saint-Maur, dont il est l'un des membres fondateurs. En 1888 il s'installe sur les bords de Marne au 91, quai de La Varenne à La Varenne où il réside jusqu'en 1914.

#### Inondations de 1910 et 1924
Au début du siècle, deux inondations touchent la ville : la crue de 1910 (la plus terrible avec plus de 2 mètres d'eau dans les rues) et celle de 1924.

#### Seconde Guerre mondiale
L'abbé Émile Morel, curé de la paroisse Saint-Hilaire et résistant, sauva une vingtaine d'enfants juifs sous l'occupation.
En juillet 1944, une trentaine d'orphelins de confession juive de La Varenne sont déportés à Auschwitz-Birkenau en Pologne et sont immédiatement gazés,.

## Politique et administration

### Rattachements administratifs et électoraux

#### Rattachements administratifs
Jusqu’à la loi du 10 juillet 1964, la commune faisait partie du département de la Seine. Le redécoupage des anciens départements de la Seine et de Seine-et-Oise fait que la commune appartient désormais au Val-de-Marne à la suite d'un transfert administratif effectif le 1er janvier 1968.
La commune était le chef-lieu du canton de Saint-Maur-des-Fossés du département de la Seine. Lors de la création du Val-de-Marne, la commune est divisée entre les cantons de Saint-Maur-des-Fossés-Ouest, Saint-Maur-des-Fossés-Centre et de Bonneuil-sur-Marne. Ce dernier est scindé en 1984, afin de permettre la création du canton de Saint-Maur-La Varenne. Dans le cadre du redécoupage cantonal de 2014 en France, cette circonscription administrative territoriale a disparu, et le canton n'est plus qu'une circonscription électorale.

#### Rattachements électoraux
Pour les élections départementales, la commune est répartie depuis 2014 entre deux nouveaux cantons :
- Le canton de Saint-Maur-des-Fossés-1 comprend la partie de la commune de Saint-Maur-des-Fossés située au nord d'une ligne définie par l'axe des voies et limites suivantes : depuis la limite territoriale de la commune de Maisons-Alfort, cours de la Marne, jusqu'au croisement du quai de la Pie et du quai de Bonneuil, quai de la Pie, avenue du Raincy, place de la Pie, rue Paul-Déroulède, boulevard du Général-Giraud, place Bourbaki, boulevard du Général-Giraud, boulevard de Créteil, rond-point du boulevard de Créteil, rue Garibaldi, place Garibaldi, place d'Adamville-Kennedy, rue Garibaldi, boulevard des Mûriers, avenue Louis-Blanc, boulevard de la Marne, avenue Jeanne-d'Arc, avenue Caffin, rue Arago, voie de chemin de fer jusqu'à la Marne et la limite territoriale de la commune de Bonneuil-sur-Marne[55].
- Le canton de Saint-Maur-des-Fossés-2, qui comprend le surplus de la commune, ainsi que Bonneuil-sur-Marne, Ormesson-sur-Marne et Sucy-en-Brie[55].

Pour l'élection des députés, tous les cantons font partie de la première circonscription du Val-de-Marne depuis 2012 alors qu'avant le redécoupage le canton de Saint-Maur-des-Fossés-Ouest était rattaché à la septième circonscription du Val-de-Marne.

### Intercommunalité
La commune n'était membre, jusqu'en 2015, d'aucune intercommunalité à fiscalité propre.
Dans le cadre de la mise en œuvre de la volonté gouvernementale de favoriser le développement du centre de l'agglomération parisienne comme pôle mondial est créée, le 1er janvier 2016, la métropole du Grand Paris (MGP), dont la commune est membre.
La loi portant nouvelle organisation territoriale de la République du 7 août 2015 prévoit également la création de nouvelles structures administratives regroupant les communes membres de la métropole, constituées d'ensembles de plus de 300 000 habitants, et dotées de nombreuses compétences, les établissements publics territoriaux (EPT).
La commune a donc également été intégrée le 1er janvier 2016 à l'établissement public territorial Paris-Est-Marne et Bois.

### Tendances politiques et résultats

#### Élections présidentielles
Lors du premier tour de l'élection présidentielle de 2012, les quatre premiers candidats choisis par les électeurs de la commune sont Nicolas Sarkozy (39,97 % des suffrages exprimés), François Hollande (24,17 %), François Bayrou (11,84 %) et Marine Le Pen (10,58 %).
Au second tour, Nicolas Sarkozy obtient 24 053 voix (59,76 %) et le candidat élu François Hollande 16 194 voix (40,24 %), confirmant la tendance politique de la commune qui vote traditionnellement plus à droite que la moyenne nationale, lors d'un scrutin où 18,89 % des électeurs se sont abstenus.
Lors du premier tour de l'élection présidentielle de 2017, les quatre premiers candidats choisis par les électeurs de la commune sont François Fillon (33,34 % des suffrages exprimés), Emmanuel Macron (31,44 %), Jean-Luc Mélenchon (13,34 %) et Marine Le Pen (8,77 %).
Au second tour, le candidat élu Emmanuel Macron recueille 30 130 voix (82,56 %) et Marine Le Pen 6 364 voix (17,44 %) lors d'un scrutin où 21,97 % des électeurs se sont abstenus.
Lors du premier tour de l'élection présidentielle de 2022, les quatre premiers candidats choisis par les électeurs de la commune sont Emmanuel Macron (38,89 % des suffrages exprimés), Jean-Luc Mélenchon (17,45 %), Marine Le Pen (10,62 %) et Éric Zemmour (10,37 %). 
Au second tour, le candidat élu Emmanuel Macron recueille 27 777 voix (76,74 %) et Marine Le Pen 8 418 voix (23,26 %), lors d'un scrutin où 23,37 % des électeurs se sont abstenus.

#### Élections municipales
Au second tour des élections municipales de 2014 dans le Val-de-Marne, la liste UMP menée par Sylvain Berrios obtient la majorité des suffrages exprimés, avec 9 334 voix (31,99 %, 33 conseillers municipaux élus), devançant de 1 176 voix celle DVD menée par le maire sortant Henri Plagnol, qui a recueilli 8 159 voix (27,96 %, 7 conseillers municipaux élus).
Deux autres candidats sont également en lice : 
- Nicolas Clodong (DVD, 7 122 voix (24,41 %,	6 conseillers municipaux élus) ;
- Élisabeth Bouffard-savary (PS-EELV, 4 561 voix, 15,63 %, 3 conseillers municipaux élus) ;

lors d'un scrutin où 41,80 % des électeurs se sont abstenus.
Au second tour des élections municipales de 2020 dans le Val-de-Marne, la liste LR menée par le maire sortant Sylvain Berrios obtient la majorité absolue des suffrages exprimés, avec 8 212 voix (53,24 %, 38 conseillers municipaux élus dont 2 métropolitains), devançant très largement celles menées respectivement par :  
- Céline Vercelloni (EÉLV, 4 316 voix, 27,98 %, 7 conseillers municipaux élus) ;
- Matthieu Fernandez (LREM, 1 817 voix, 11,78 %, 3 conseillers municipaux élus) ;
- Laurent Dubois (DVD, 1 078 voix, 6,98 %, 1 conseiller municipal élu) ;

lors d'un scrutin marqué par la pandémie de Covid-19 en France et où 69,13 % des électeurs se sont abstenus.

### Liste des maires
Huit maires se sont succédé depuis la Libération de la France :
| Période       | Période                         | Identité                | Étiquette    | Qualité |
| ------------- | ------------------------------- | ----------------------- | ------------ | --- |
| 1944          | octobre 1947                    | Jean Le Trocquer        | SFIO         | Ingénieur industriel Président du Comité local de libération en 1944 |
| octobre 1947  | mai 1953                        | Raymond Héraud          | RPF          | Fonctionnaire au ministère de l'Agriculture |
| mai 1953      | mars 1959                       | François Urbani         | RPF          | Employé de banque |
| mars 1959     | mars 1977                       | Gilbert Noël            | UDT puis MSP | Vétérinaire Député de la Seine puis du Val-de-Marne (1966 → 1968) |
| mars 1977     | mars 2008                       | Jean-Louis Beaumont,    | DVD          | Professeur de médecine Député du Val-de-Marne (1re circ.) (1978 → 1981 et 1993 → 1997) |
| mars 2008     | avril 2014                      | Henri Plagnol           | DVD          | Maître de conférences Secrétaire d'État chargé de la Réforme de l’État (2002 → 2004) Député du Val-de-Marne(1re circ.) (1997 → 2002 et 2007 →2012) Conseiller général de Créteil-Nord (1994 → 2001) Conseiller général de Saint-Maur-des-Fossés-Centre (2004 → 2009)                                                       |
| avril 2014    | juillet 2024                    | Sylvain Berrios         | UMP → LR     | Membre de cabinets ministériels (2002 → 2012) Député du Val-de-Marne (1re circ.) (2012 → 2017 et 2024 → ) Conseiller général de Saint-Maur-La Varenne (2008 → 2013) Vice-président de l'EPT Paris-Est-Marne et Bois (2016 → 2024), Président du Syndicat Marne Vive Démissionnaire à la suite de son élection comme député |
| juillet 2024, | En cours (au 25 septembre 2024) | Pierre-Michel Delecroix | LR           | Chef d'entreprise Adjoint au maire chargé de l'urbanisme (2014 → 2024) |

### Finances locales
À la fin de l’exercice budgétaire 2018, la ville présente une situation financière dégradée.
La fondation IFRAP, un think-tank libéral, lui attribue, pour la période 2014-2018, la note de 7,2 /20, l’une des pires attribuées parmi les 80 villes les plus importantes de France. Le niveau de la dette de la ville est le critère le plus significatif avec une dette de 3 511 euros par habitant qui en fait une des villes la plus endettées de France.
Entre 2014 et 2018, le montant total de la dette est passé de 215 365 M€ (p. 268) à 263 380 M€ (p. 106) en augmentation de 48 millions d’euros sur la période.
À fin 2019, la dette de Saint-Maur atteint 218,060 M€, soit une baisse de 17 % en six ans.
Les indicateurs courants de gestion sont à un niveau inquiétant. L’épargne réalisée sur les recettes de fonctionnement parvient à grand peine à rembourser l’annuité de la dette et ne dégage qu’un autofinancement net (épargne nette) négatif : −1,7 million d’euros sur la période 2014-2018 (p. 12, ligne épargne nette, calcul consolidé 2014-2018) et dans le rapport de présentation 2019(p. 6, ligne épargne nette).
Les recettes de la ville sont annuellement amputées de sommes importantes en raison d’une pénalité qui sanctionne le défaut de respect par la ville de la loi Solidarité et Rénovation Urbaine. En 2019, le montant de cette pénalité, un des plus importants de l’ensemble de la Région Ile de France, s’est élevé à plus de 6,5 millions d’euros(p. 25, ligne taxe SRU).
Pour financer, entre 2014 et 2018, un modeste programme d’investissement, inférieur de 38 % au niveau moyen des villes comparables, la ville a été contrainte de vendre 50 millions d’euros de propriétés communales.
Les perspectives d’autofinancement net pour les années 2019-2021 sont tout aussi inquiétantes, évaluées en moyenne annuelle à 1,1 million d’euros, ce qui s’avère insuffisant pour financer correctement des investissements annuels évalués à 20 millions d’euros, sans recourir à l’accroissement de l’emprunt. Le ratio de la capacité de désendettement de la ville, qui devrait normalement se situer à 12 années, est de 16 années, après avoir dépassé les 30 années entre 2014 et 2016. Il ne pourra donc que se dégrader davantage.
Le niveau des impôts locaux est important. Ils ont augmenté de 17,5 % entre 2014 et 2018.

### Jumelages
- La Louvière (Belgique) depuis 1966
- Ziguinchor (Sénégal) depuis 1966
- Rimini (Italie) depuis 1967
- Hamelin (Allemagne) depuis 1968
- Bognor Regis (Royaume-Uni) depuis 1980
- Leiria (Portugal) depuis 1982
- Pforzheim (Allemagne) depuis 1989
- Ramat Hasharon (Israël) depuis 2009[82].

## Équipements et services publics

### Enseignement

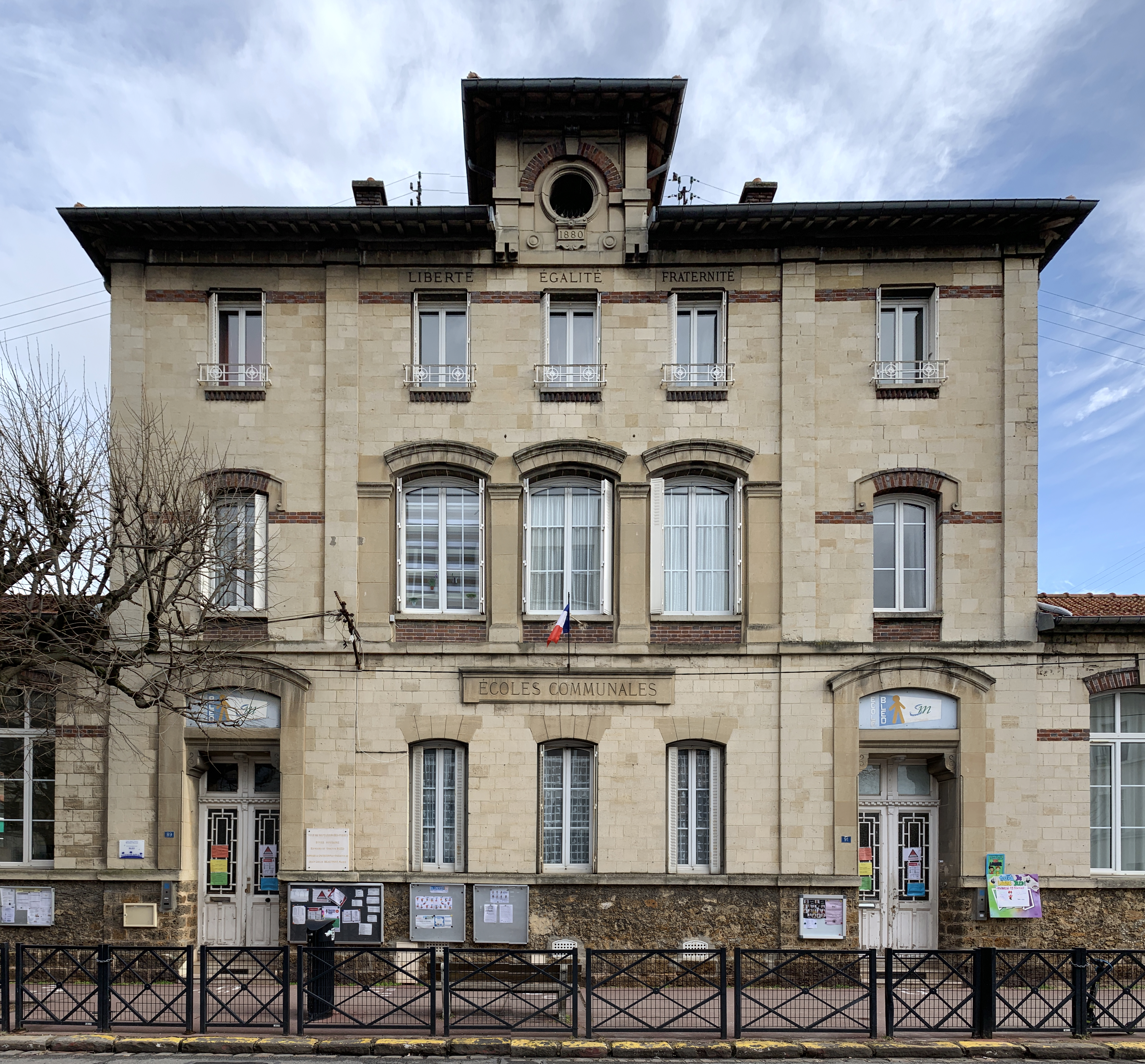
École Odette et Édouard Bled.

#### Primaire
Public :
- École maternelle Champignol
- École maternelle d'Adamville
- École maternelle Denis-Diderot
- École maternelle Édouard-Cazaux
- École maternelle Est
- École maternelle Marinville
- École maternelle Nicolas-Gatin
- École maternelle Parc des Tilleuls
- École maternelle Shaken
- École maternelle la Pie
- École maternelle les Mûriers
- École primaire Bled
- École primaire Centre
- École primaire Champignol
- École primaire Diderot
- École primaire Marinville
- École primaire Michelet
- École primaire le Parc
- École primaire le Parc Est
- École primaire les Mûriers
- École élémentaire la Pie
- École maternelle et élémentaire Les Chalets
- École maternelle et élémentaire Miss Cavell

Privé :
- École primaire privée Jeanne-d'Arc
- École primaire privée Yechiva-Etz-Haïm
- École primaire privée Le Rosaire
- École primaire privée Saint-André
- École élémentaire privée Charles-de-Foucauld
- École Nouvelle Montessori du Val-de-Marne
- École privée School Time

#### Collèges
Publics :
- Collège Le Parc
- Collège Louis-Blanc
- Collège Camille-Pissarro
- Collège François-Rabelais
- Collège Pierre-de-Ronsard

Privés sous contrat :
- Collège Saint-André
- Collège Jeanne-d'Arc

Privés hors contrat :
- Collège Saint-Padre-Pio

#### Lycées
Publics :
- Lycée général et technologique Condorcet
- Lycée général et technologique d'Arsonval
- Lycée général et technologique Marcelin-Berthelot
- Lycée professionnel Gourdou-Leseurre
- Lycée général et technologique François-Mansart
  - Lycée professionnel François-Mansart (section d'enseignement professionnel du lycée François-Mansart)

Privés :
- Lycée général et technologique Teilhard de Chardin (anciennement "Sacré-Cœur")

#### Supérieur
Des classes préparatoires aux grandes écoles sont présentes dans deux lycées de la ville :
- le lycée Marcelin-Berthelot, qui abrite à la fois des prépas littéraires, économiques et commerciales et scientifiques ;
- le lycée d'Arsonval, qui possède une classe de PCSI et une de PSI*.

La ville possédait également dans le quartier de La Varenne-Saint-Hilaire une faculté de droit et des sciences économiques, antenne de Paris-XII, ouverte en 1969. Ainsi jusqu'en septembre 2005, le droit était enseigné à l'antenne de Saint-Maur, tandis que la filière sciences économiques y était dispensée jusque dans la fin des années 1990. Mais face à la vétusté grandissante du site de Saint-Maur, de nouveaux locaux sont construits à Créteil, mettant un terme à l'enseignement universitaire à Saint-Maur-des-Fossés. Désaffecté depuis 2005, le bâtiment universitaire est démoli à partir de 2016 pour faire place à un nouveau collège Pissarro et un nouveau centre sportif Gilbert-Noël dans un premier temps en 2018, puis un écoquartier comprenant 400 logements, des équipements et de nombreux commerces en 2024.

### Équipements culturels

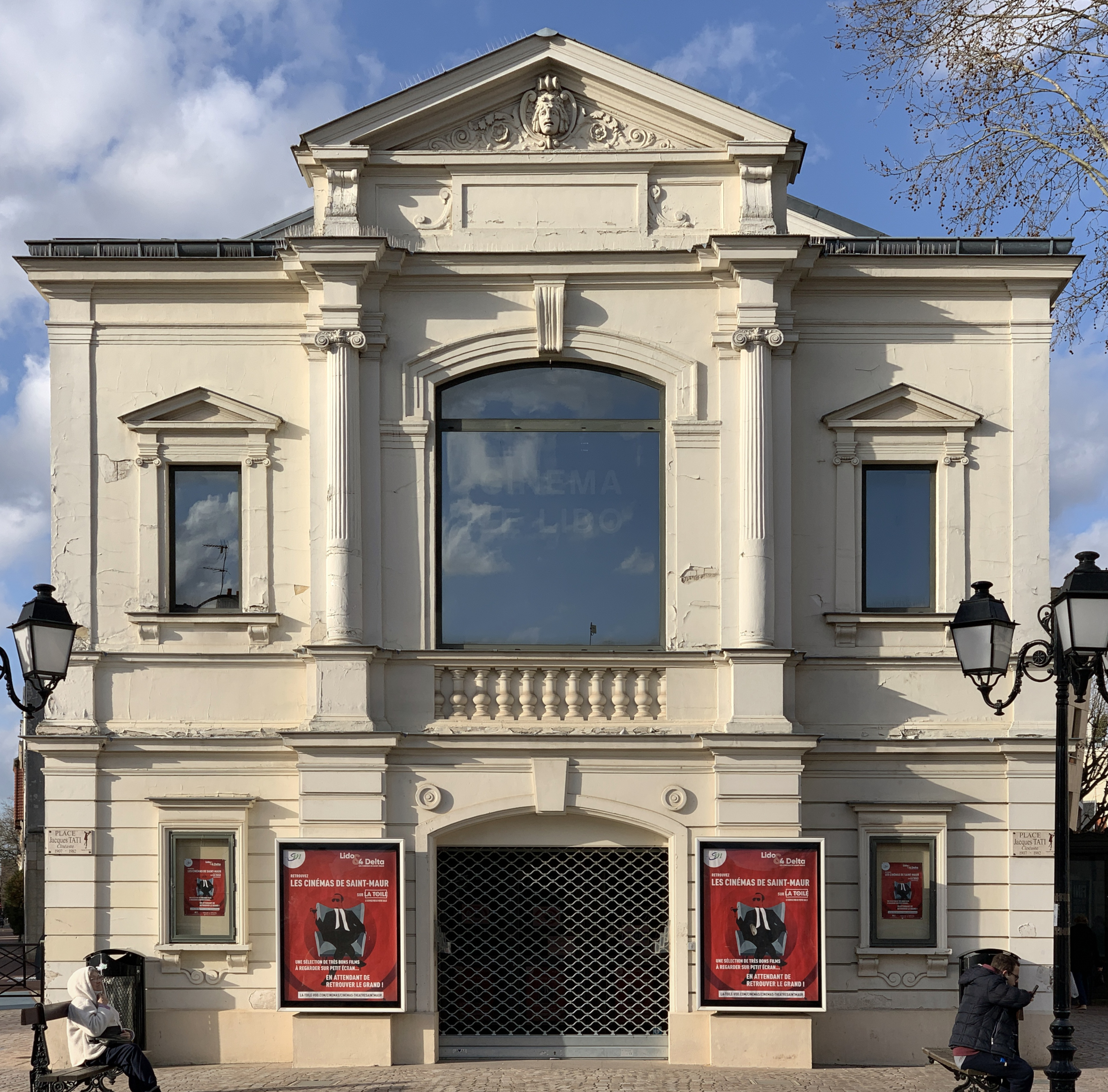
Cinéma Le Lido.

Saint-Maur accueille différents équipements culturels :
- deux théâtres : le théâtre municipal Rond-Point Liberté et le théâtre de l'Abbaye ;
- deux cinémas : les deux municipaux, Le Lido (Saint-Maur Mairie) et Les Quatre Deltas (Saint-Maur La Varenne), avec une de ses salles équipée de la technologie Real 3D ;
- un musée gratuit (Villa Médicis)[86] ;
- un conservatoire à rayonnement régional (CRR) ;
- une médiathèque (Médiathèque Germaine-Tillion) avec plusieurs bibliothèques annexes.

### Santé
La ville de Saint-Maur-des-Fossés possède une clinique, la clinique Gaston-Métivet, qui fait également office de maternité.
Existait également jusqu'en janvier 2004 une clinique Marcelin-Berthelot, qui fut délocalisée à Villiers-sur-Orge (Essonne) pour cause de difficultés financières,.

## Population et société

### Démographie
L'évolution du nombre d'habitants est connue à travers les recensements de la population effectués dans la commune depuis 1793. Pour les communes de plus de 10 000 habitants les recensements ont lieu chaque année à la suite d'une enquête par sondage auprès d'un échantillon d'adresses représentant 8 % de leurs logements, contrairement aux autres communes qui ont un recensement réel tous les cinq ans,.

En 2022, la commune comptait 76 010 habitants, en évolution de +1,49 % par rapport à 2016 (Val-de-Marne : +3 %, France hors Mayotte : +2,11 %).
| 1793 | 1800 | 1806 | 1821 | 1831 | 1836  | 1841  | 1846  | 1851  |
| ---- | ---- | ---- | ---- | ---- | ----- | ----- | ----- | ----- |
| 800  | 561  | 700  | 711  | 825  | 1 073 | 1 609 | 1 561 | 1 565 |

| 1856  | 1861  | 1866  | 1872  | 1876  | 1881   | 1886   | 1891   | 1896   |
| ----- | ----- | ----- | ----- | ----- | ------ | ------ | ------ | ------ |
| 2 431 | 3 944 | 5 621 | 7 438 | 8 433 | 10 492 | 15 802 | 17 333 | 20 503 |

| 1901   | 1906   | 1911   | 1921   | 1926   | 1931   | 1936   | 1946   | 1954   |
| ------ | ------ | ------ | ------ | ------ | ------ | ------ | ------ | ------ |
| 23 035 | 28 238 | 33 852 | 40 183 | 49 745 | 57 164 | 56 740 | 55 520 | 64 387 |

| 1962   | 1968   | 1975   | 1982   | 1990   | 1999   | 2006   | 2011   | 2016   |
| ------ | ------ | ------ | ------ | ------ | ------ | ------ | ------ | ------ |
| 70 397 | 77 251 | 80 920 | 80 811 | 77 206 | 73 069 | 75 214 | 74 818 | 74 893 |

| 2021   | 2022   | - | - | - | - | - | - | - |
| ------ | ------ | - | - | - | - | - | - | - |
| 75 441 | 76 010 | - | - | - | - | - | - | - |

### Manifestations culturelles et festivités
- « Courts dans l'Herbe » 
 Festival organisé par l'association éponyme : courts métrages, concerts, expositions, théâtre, arts urbains... Tous les ans dans le parc de l'abbaye entre juin 2003 et juin 2009[92].
- « Rock sur Marne », festival de Rock organisé en 2011 et 2012[93].
- « La Biennale de l’Estampe de Saint-Maur », évènement autour de l'art contemporain organisé depuis 2003[94].
- « Salon des Artisans d'art »[95]
- « Saint-Maur en poche », salon du livre organisé en juin.
- « Jazz en boucle », Festival de Jazz organisé en septembre depuis 2007[96].
- « Sur les Pas de Mon Oncle », festival du court-métrage organisé par la ville en octobre[97].
- « Saint-Maur en toute(s) liberté(s) » 
 Festival organisé par M. Plagnol alliant culture et droits de l'homme dont la 1re édition s'est tenue du 26 au 29 novembre 2009 avec comme invité le Tibet[98].
- « Saint-Maur Food Trucks Festival » 
L'un des plus grands rassemblements annuels de food trucks de France organisé sur la place des Marronniers par la ville et l'association Street Food En Mouvement depuis 2017[99],[100].

### Sports et loisirs

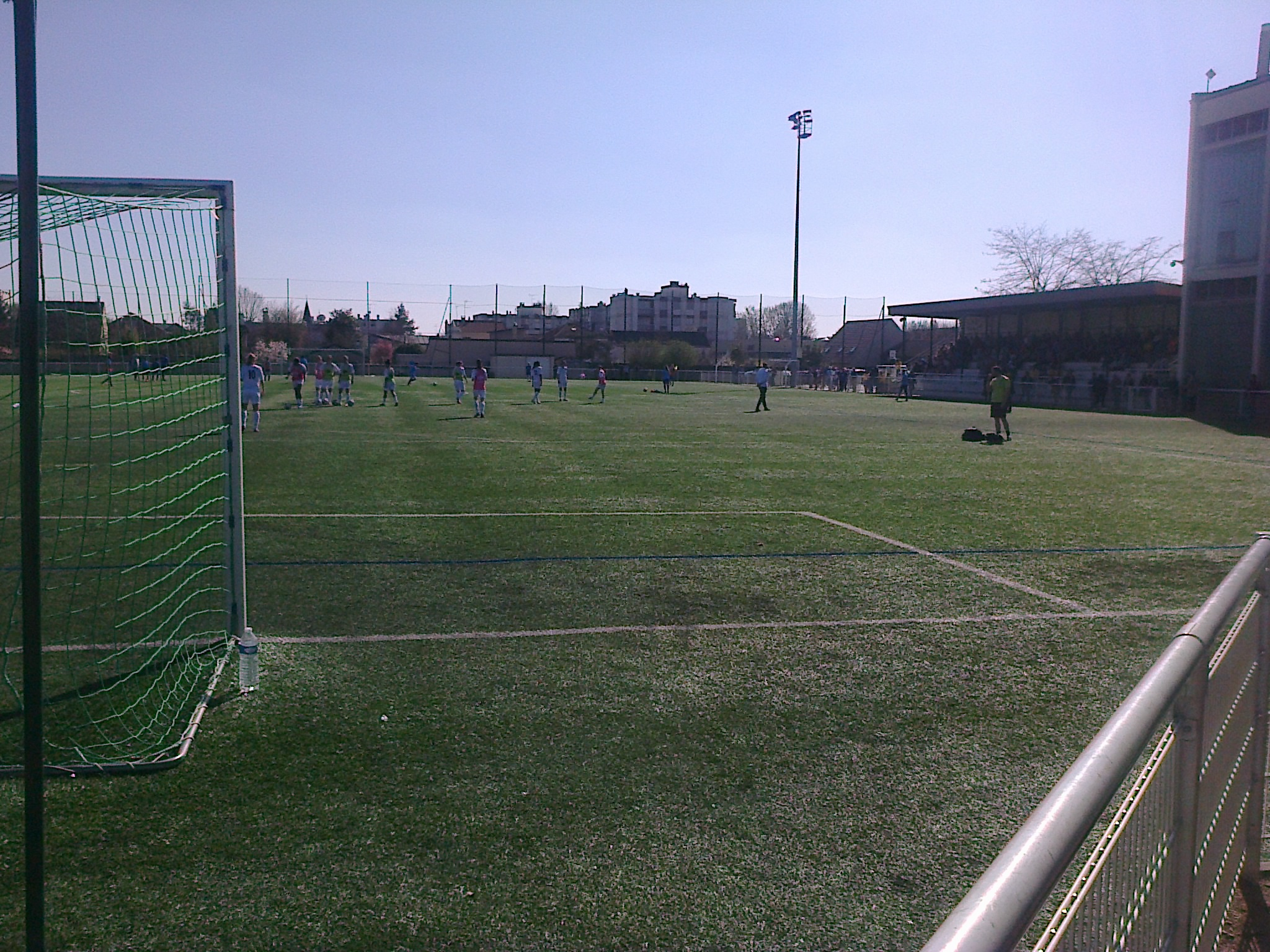
Le stade des Corneilles.

Trois principales associations ainsi que des clubs se partagent le paysage sportif de Saint-Maur :
- VGA Saint-Maur, club omnisports avec 31 sections ;
- US Lusitanos Saint-Maur, club de football ;
- Stella Saint-Maur Handball, club de handball ;
- Saint-Maur Union Sports (SMUS), club omnisports comprenant des sections escalade, judo, gymnastique, yoga et cyclotourisme ;
- Schelcher Aviron Club, club d'aviron ;
- Hockey Sporting Club Saint-Maur (HSCSM), club de hockey sur gazon.

Il existe également d'autres associations à vocation sportive, traitant notamment des sports de combat ainsi que plusieurs enseignes de type « clubs de remise en forme ».
Les équipements sportifs sur la commune sont nombreux : stades, piscines, gymnases, centre hippique, roller-parc, base nautique, etc.

### Médias
La ville possède un magazine municipal appelé Saint-Maur Infos. Il est distribué gratuitement aux riverains et est accessible en ligne. Constitué d'une quarantaine de pages, il contient des informations relatives à la vie locale, la vie associative, la culture, les futures évènements de la ville, etc.

### Lieux de culte

#### Culte catholique

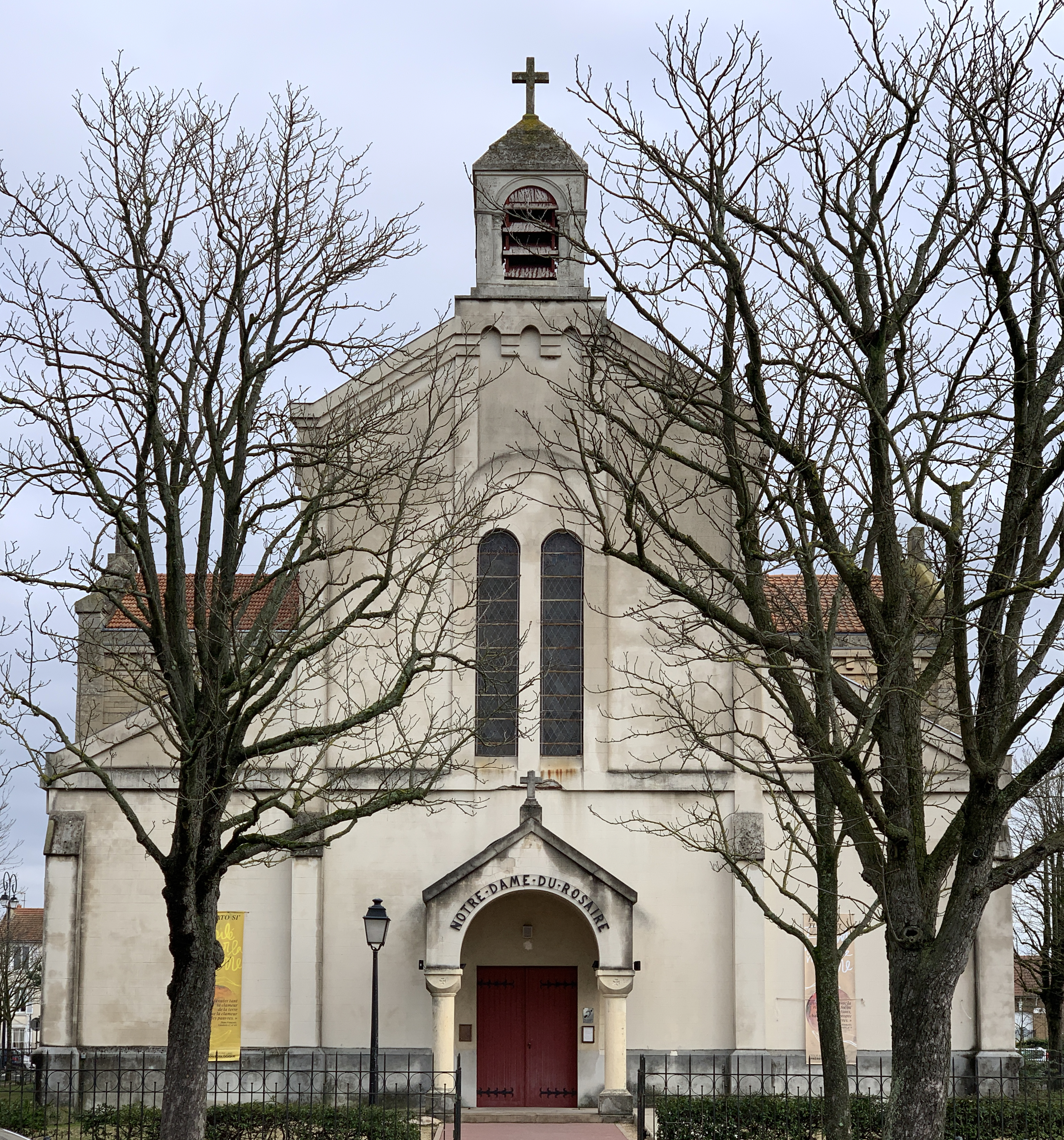
Église Notre-Dame-du-Rosaire.

- Église Saint-Nicolas, quartier du Vieux Saint-Maur
- Église Notre-Dame-du-Rosaire, quartier du Parc de Saint-Maur
- Église Saint-François-de-Sales, quartier d'Adamville
- Église Saint-Hilaire, quartier de La Varenne-Saint-Hilaire
- Église Sainte-Marie-aux-Fleurs, quartier de Saint-Maur-Créteil
- Chapelle Saint-Joseph, quartier de Champignol
- Chapelle du lycée Teilhard-de-Chardin, quartier du Vieux Saint-Maur

#### Culte israélite
- Beth 'Habad, avenue Jeanne-d'Arc[102]
- Synagogue Hillel, avenue du château, quartier de La Varenne-Saint-Hilaire

#### Culte protestant
- Église Protestante évangélique (membre du CNEF), 137 rue Edgar-Quinet
- Temple protestant, avenue Joffre

## Économie

### Revenus de la population et fiscalité
En 2010, le revenu fiscal médian par ménage était de 39 130 € ce qui plaçait Saint-Maur des Fossés au 2 957e rang parmi les 31 525 communes de plus de 39 ménages en métropole.

### Emploi
Il existe un réseau de petites entreprises assez dense, surtout dans le sud de la ville (quartier de La Pie).
Les principales entreprises implantées sur la commune sont : RATP (dépôt), Essilor (était présente via un centre de recherche qui vient de quitter la commune) et Septodont (production).
En matière d'économie sociale et solidaire, on peut noter ;
- Insertion Service accompagne des personnes en difficulté vers un emploi durable, tout en leur proposant des missions de travail rémunérées auprès de particuliers, d’associations, de collectivités et d’entreprises.

## Culture locale et patrimoine

### Lieux et monuments
- L'église Notre-Dame-du-Rosaire.
- L'église Saint-François-de-Sales.
- L'église Saint-Hilaire de la Varenne-Saint-Hilaire.
- L'église Sainte-Marie-aux-Fleurs.
- L'église Saint-Nicolas.
- La place des Marronniers est la deuxième plus grande place de la région Île-de-France après la place de la Concorde.
- L'Hôtel de Largentière.
- La commune possède quatre cimetières: le cimetière Rabelais 1, le cimetière Rabelais 2, le cimetière Condé et le cimetière de la Pie.

### Lieu de pèlerinage
Saint-Maur-des-Fossés est un lieu de pèlerinage depuis le XIe siècle. Selon la Tradition, le 10 juillet 1068, une statue de la Vierge acheiropoïète, c'est-à-dire non faite de main d'homme, fut découverte. L'événement donna lieu à un pèlerinage pendant près de neuf siècles, qui fut aussi important que l’est celui de Lourdes de nos jours. Le pèlerinage fut interrompu en 1968 pour des raisons inconnues, mais reprit en 1988. À partir de 2002, le pèlerinage des familles s’est perpétué le samedi le plus proche du 8 décembre. En 2002, des guérisons surprenantes ont été constatées.

### Saint-Maur dans les arts et la culture

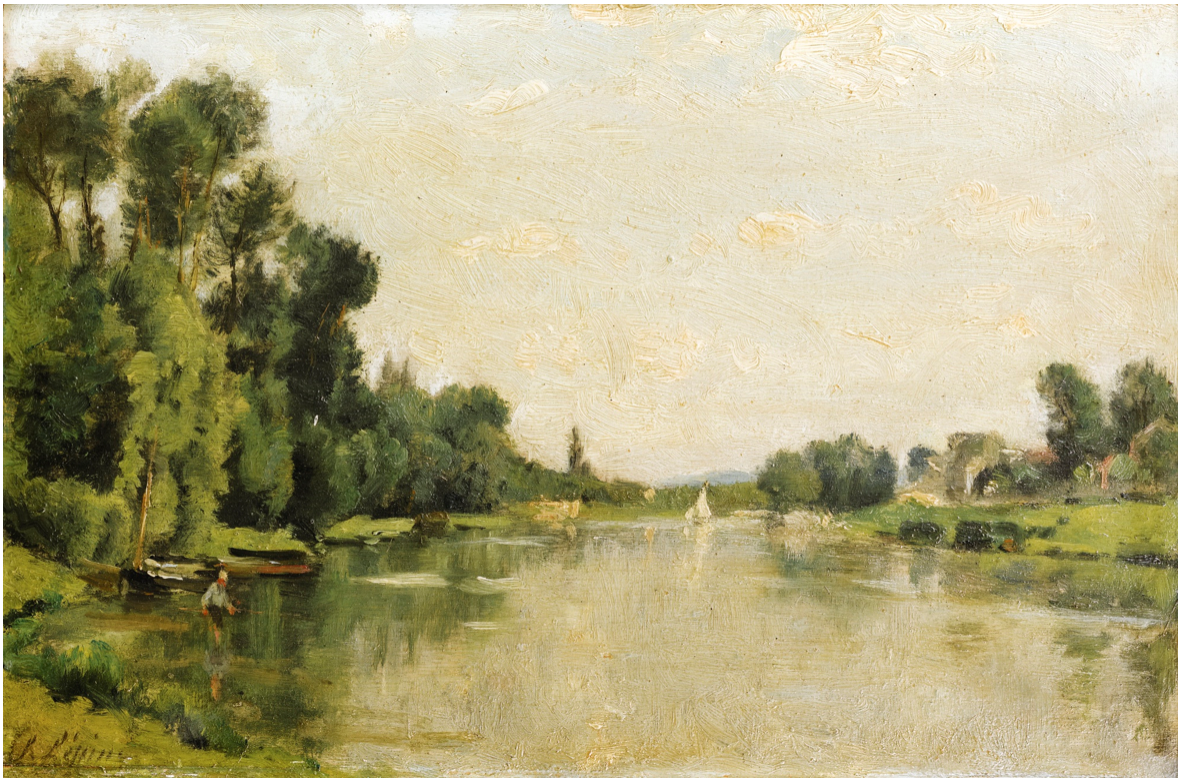
La Marne entre Créteil et Saint-Maur
Stanislas Lépine (1835-1892)
Collection privée, Vente 2018

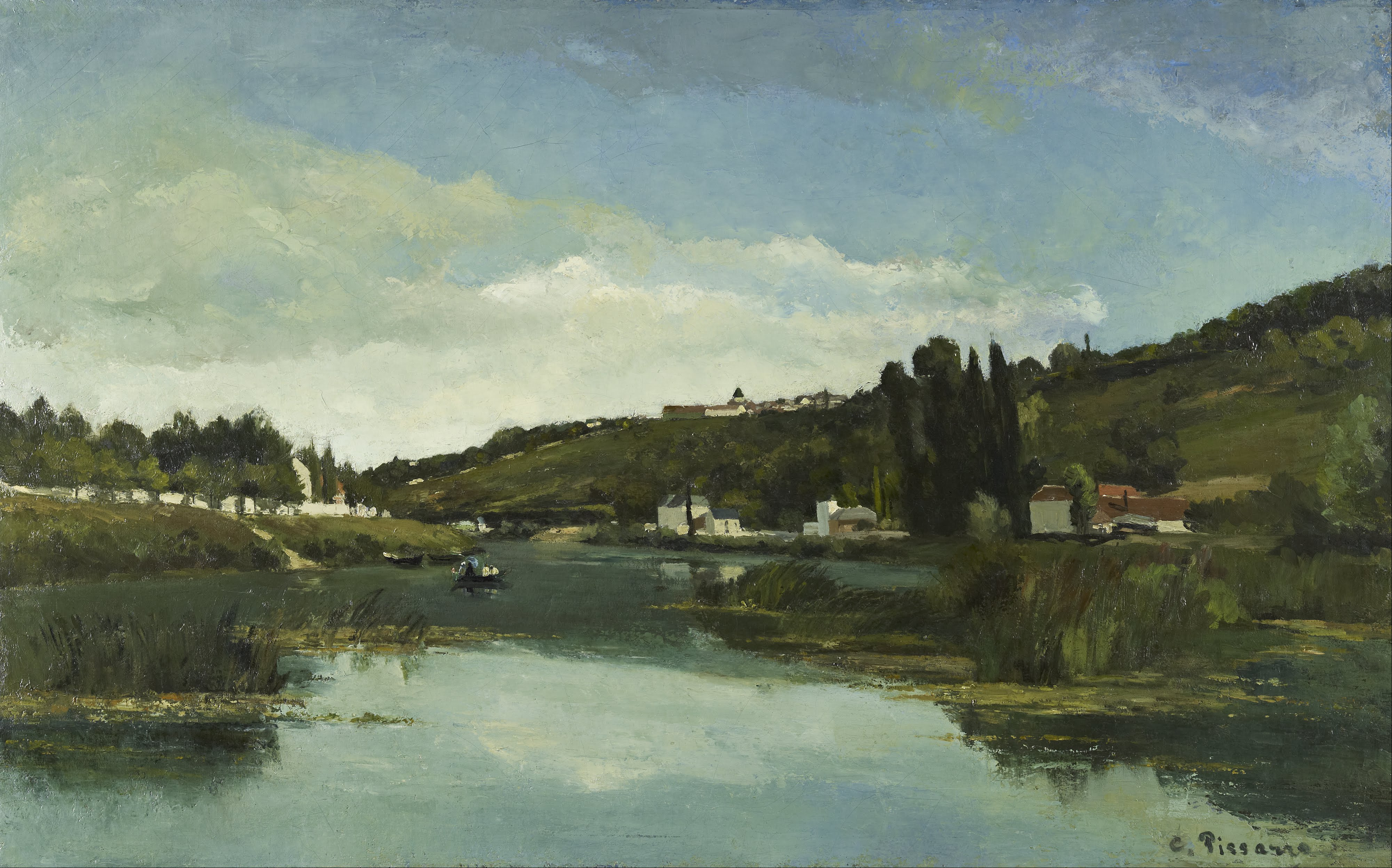
La Marne à Chennevières
Camille Pissarro, 1864-1865
Galeries nationales d'Écosse

En 1864-1865, le peintre impressionniste Camille Pissarro, loue une maison à La Varenne-Saint-Hilaire, sur la rive gauche de la Marne. C'est là que Cézanne et Émile Zola visitent son atelier. Ses toiles étant refusées au Salon officiel, il doit se contenter de participer cette année là au Salon des refusés. Sur le tableau d'Edimbourg, l'église et les maisons de Chennevières sont à peine visibles en haut de la rive droite.
La java de La Varenne, évoquant ce quartier de Saint-Maur, est une chanson de Jean-Roger Caussimon et J. Datin interprétée notamment par Philippe Clay, Mouloudji et Caussimon lui-même.
C'est sur la place d'Armes à Saint-Maur-des-Fossés, que fut construit le décor de l'immeuble si pittoresque, où habite, au dernier étage, M. Hulot, dans Mon oncle. Une statue représentant M. Hulot et son neveu est érigée sur cette même place.

### Héraldique, logotype et devise
| Blason de Saint-Maur-des-Fossés | Blason  | D'azur à la bande d'or chargée d'une anguille du champ accompagnée en chef de trois fleurs de lis d'or, au bâton de gueules péri en bande, et en pointe d'une couronne d'épines enfermant le mot PAX surmonté d'une fleur de lis et soutenu de trois clous, le tout d'argent. |

Logo.

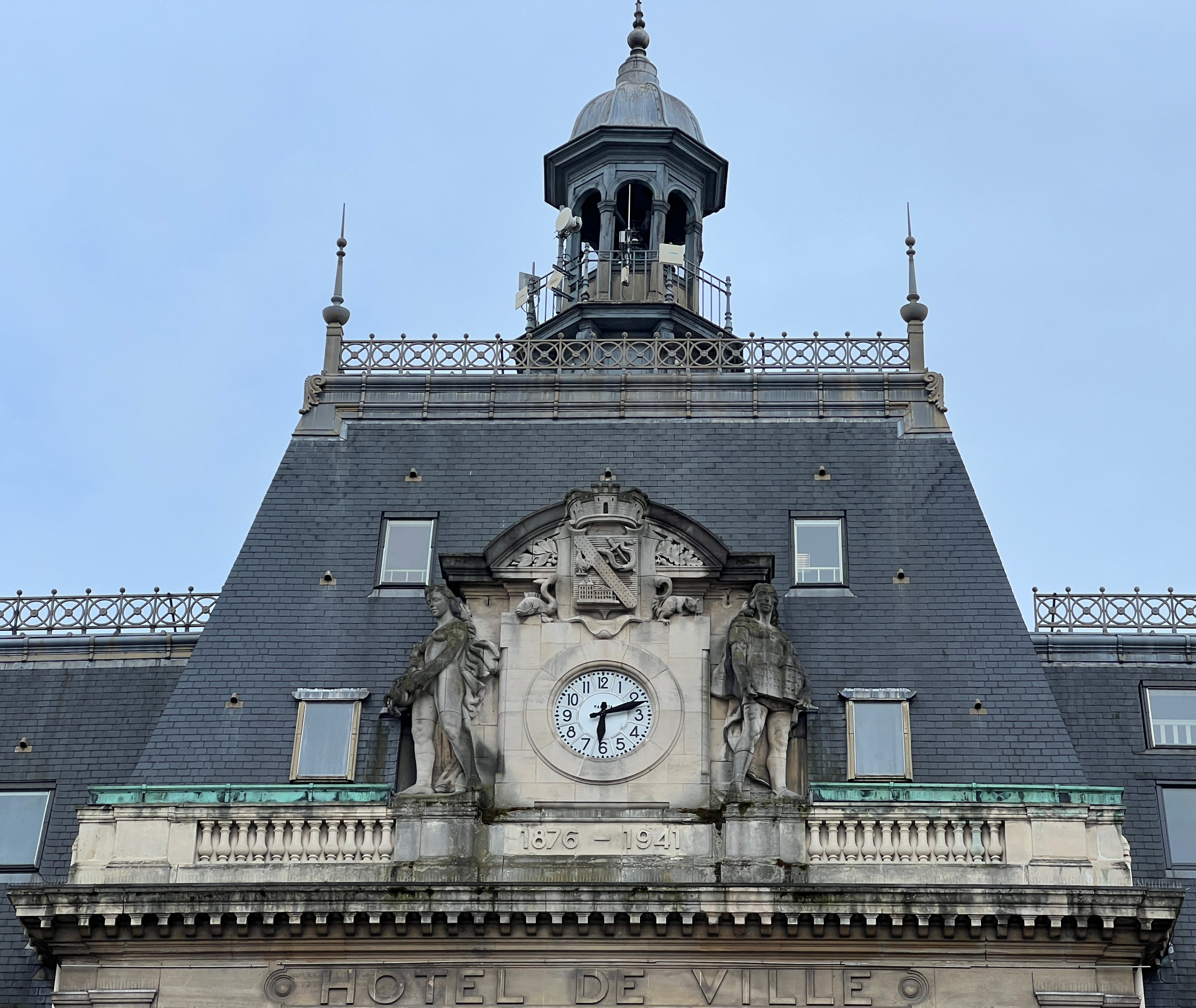
Armes : variantes (façade de l’hôtel de ville).

| Blason de Saint-Maur-des-Fossés | Détails | Le drapeau de la ville s'inspire des couleurs du blason. Bicolore bleu et jaune, divisé verticalement, on peut le retrouver sur le fronton des postes de police ou encore de la bibliothèque municipale.                                                                      |

## Pour approfondir